# Wladimir Iljitsch Lenin

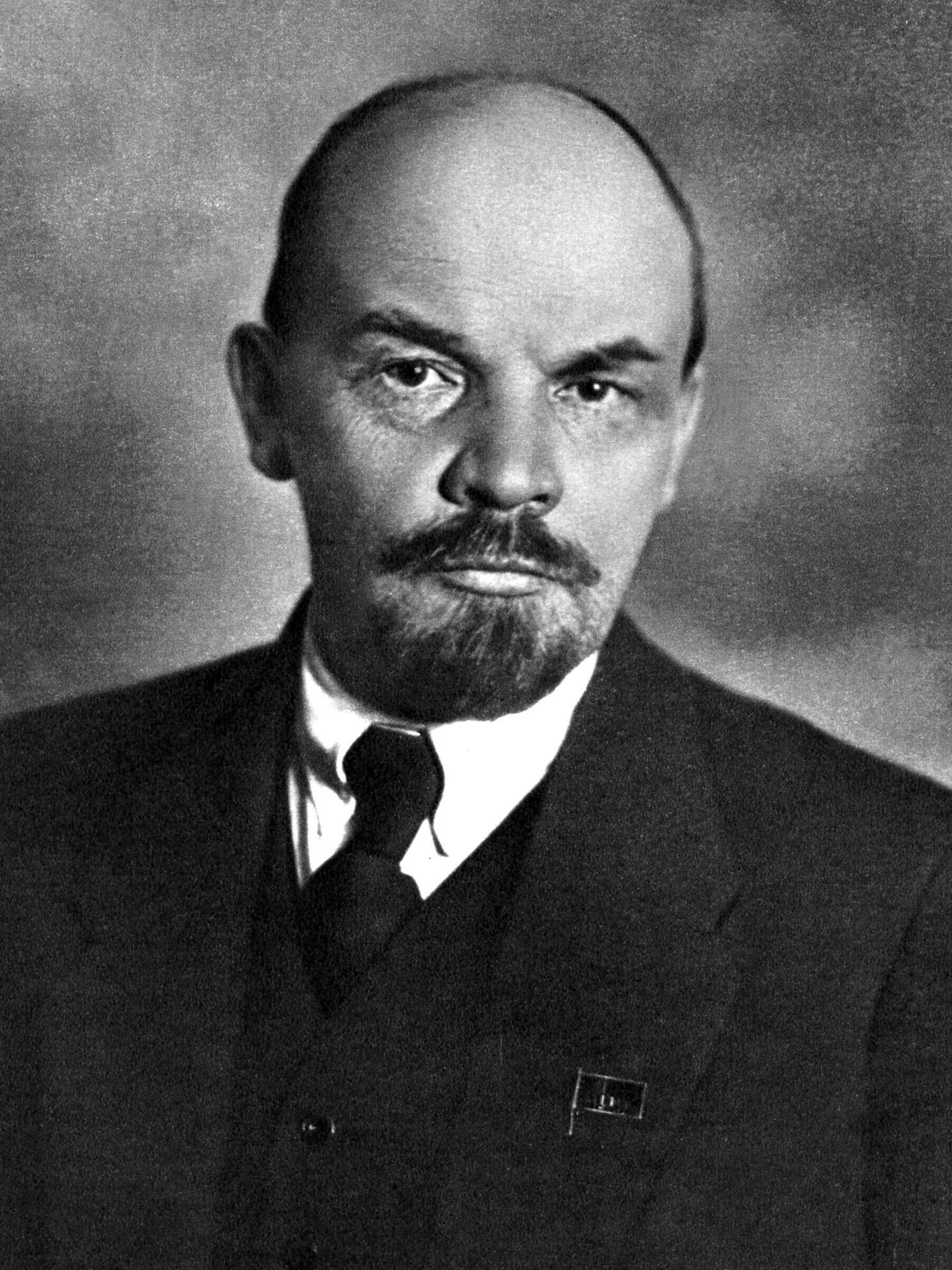
Wladimir Iljitsch Lenin (1920)

Wladimir Iljitsch Lenin (russisch Владимир Ильич Ленин, wissenschaftliche Transliteration Vladimir Il’ič Lenin, eigentlich Wladimir Iljitsch Uljanow russisch Владимир Ильич Ульянов, wissenschaftliche Transliteration Ul’janov, anhörenⓘ; geboren am 10.jul. / 22. April 1870greg. in Simbirsk; gestorben am 21. Januar 1924 in Gorki bei Moskau) war ein russischer Politiker und kommunistischer Revolutionär sowie marxistischer Theoretiker, Vorsitzender der Bolschewiki (1903–1924), Regierungschef der Russischen SFSR (1917–1924) und der Sowjetunion (1922–1924), als deren Begründer er gilt.
Nachdem sein Bruder Alexander Uljanow 1887 wegen eines geplanten Attentats auf den Zaren hingerichtet worden war, schloss sich Lenin (so sein Kampfname) den marxistischen Sozialdemokraten an und widmete sich der Untergrundarbeit für eine kommunistische Revolution in Russland. Mehrmals musste er ins Exil emigrieren, die meiste Zeit in die Schweiz. Er gründete 1903 eine eigene Fraktion in der Sozialdemokratischen Arbeiterpartei Russlands, die Bolschewiki, die spätere Kommunistische Partei Russlands.
Nachdem Anfang 1917 in Russland die Monarchie in einer bürgerlichen Revolution gestürzt worden war und die neue Regierung an Russlands Beteiligung am Ersten Weltkrieg festhalten wollte, eroberten die Bolschewiki unter Lenins Führung in der Oktoberrevolution die Macht. Sie lösten die verfassungsgebende Versammlung gewaltsam auf und schränkten die Meinungsfreiheit teilweise ein. Es gelang den Bolschewiken im nun folgenden Bürgerkrieg, den Großteil der Gebiete des ehemaligen Russischen Reiches unter ihre Kontrolle zu bringen und den Widerstand der Weißen Armeen und auch anderer gegnerischer Bürgerkriegsparteien militärisch und durch Einsatz des roten Terrors zu brechen, trotz der materiellen Unterstützung der Weißen Armee durch zahlreiche ausländische Mächte und der zeitweiligen Besetzung russischer Gebiete durch andere Staaten. Gegen Ende des Krieges, 1922, gründeten die Bolschewiki die Union der Sozialistischen Sowjetrepubliken.
Zu dieser Zeit war Lenin bereits schwer krank. Nach seinem Tod 1924 wurde sein Leichnam einbalsamiert und in einem Mausoleum an der Mauer des Kremls aufgebahrt. In der Folge stellte die Kommunistische Partei der Sowjetunion Lenins Bedeutung für die Sowjetunion und den Kommunismus Moskauer Prägung immer weiter heraus. Innerhalb der politischen Linken ist die Beurteilung der Rolle Lenins bis heute umstritten. Anschauungen, die in den Schriften Karl Marx’ ein geschlossenes Ideologiegebilde erkennen, betrachten Lenin als herausragenden Theoretiker, der dem Marxismus mit dem Leninismus eine maßgebliche Weiterentwicklung gab. Nach Lenins Tod, seit der Zeit des Stalinismus, wurde daraus die Ideologie des Marxismus-Leninismus konstruiert. Auf der anderen Seite stehen Verweise auf die schweren Menschenrechtsverletzungen, seinen Dogmatismus und antidemokratische Tendenzen, die mit modernen Sozialismuskonzepten nicht vereinbar seien. Eine große Rolle bei der Beurteilung der leninschen Theorie spielen die Fragen, ob sich der Kommunismus auch in einem industriell rückständigen Land entwickeln könne, und welche Rolle dabei einer Partei neuen Typus zukam.

## Leben

### Familie
Wladimir Iljitsch Lenin entstammte einer multiethnischen Familie. Mütterlicherseits hatte er deutsch-schwedische Wurzeln. Dieser Familienzweig war im Mannesstamm jüdischer Religion. Sein Großvater Israel Blank gehörte als Landarzt der damals dünnen Schicht des Bürgertums an. Lenins Mutter Maria Alexandrowna Blank (1835–1916) hatte eine häusliche Bildung erhalten und 1863 das Examen als Lehrerin abgelegt, ohne berufstätig zu werden: Nach ihrer Heirat im selben Jahr widmete sie sich fortan der Familie.
Väterlicherseits stammte Lenin von Russen und Kalmücken ab, die es in zwei Generationen von der Leibeigenschaft zum erblichen Adelsstand gebracht hatten. Sein Großvater aus diesem Familienzweig war ein befreiter Bauer, der sich als Schneider verdingte. Lenins Vater Ilja Nikolajewitsch Uljanow (1831–1886) hatte 1854 die Kasaner Universität absolviert. Er gab 1869 seine langjährige Tätigkeit als Mathematik- und Physiklehrer an höheren Schulen in Pensa und Nischni Nowgorod auf und wurde zunächst Inspektor, später Direktor von Volksschuleinrichtungen in Simbirsk. Vom Zaren wurde er 1882 in den erblichen Adelsstand erhoben.

### Jugend

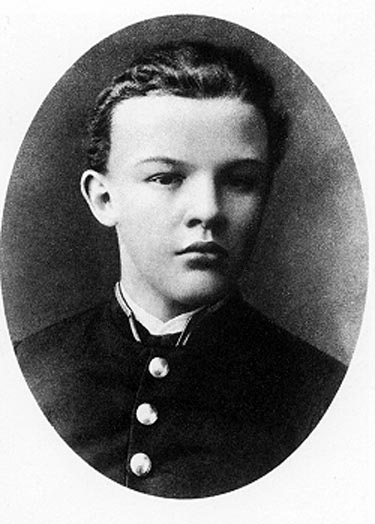
Lenin als Jugendlicher (ca. 1887)

Nach zaristischer Rangordnung war Lenin ein Dworjanin, ein Adliger, auch wenn erst der Vater in den Adelsstand erhoben worden war und die Familie nicht recht an die höhere Gesellschaft anschließen konnte. Sein Vater starb unerwartet im Januar 1886 an einer Hirnblutung. Lenins älterer Bruder Alexander, Student an der Mathematisch-Physikalischen Fakultät an der Universität Sankt Petersburg, hatte sich einer revolutionären Gruppe angeschlossen, die den Zaren Alexander III. ermorden wollte. Er wurde am 20. Mai 1887 hingerichtet. Die Familie wurde anschließend fast vollständig gemieden, lebte aber trotz des Todes des Vaters und des Stigmas der Hinrichtung in materiellem Wohlstand. Neben einer stattlichen Rente hatte sie Einkünfte aus dem Besitz eines Landguts, das noch zu Lebzeiten des Vaters aus der Mitgift der Mutter erworben worden war.
Zusammen mit dem frühen Tod des Vaters prägte die Hinrichtung seines Bruders den jungen Lenin entscheidend. Sein Bruder wurde drei Tage nach dem Beginn der Abschlussprüfungen Lenins an der Schule gehängt. Lenin bestand diese trotzdem mit Auszeichnung. Er studierte die Bücher, die Alexander hinterlassen hatte, vor allem die des verbannten Revolutionärs Nikolai Gawrilowitsch Tschernyschewski, der für eine klassenlose Gesellschaft eintrat. Lenin hatte viele intellektuelle Interessen wie Literatur und Altphilologie und wurde auch ein guter Schachspieler.
Lenin konnte nicht in Sankt Petersburg studieren und ging daher für das Studium der Rechtswissenschaft an die Universität Kasan. Schon in seinem ersten Jahr beteiligte Lenin sich an einem Studentenprotest und wurde am 6. Dezember 1887 zusammen mit 38 anderen Studenten von der Universität verwiesen. Lenin nahm bei diesem Treffen keine führende Rolle ein. Seine Bestrafung durch die Behörden beruhte vor allem auf der Geschichte seines Bruders. Der Vater des späteren Ministerpräsidenten der Provisorischen Regierung Alexander Kerenski, Fjodor Kerenski, der Lenin am Gymnasium unterrichtet hatte und ihn als Musterschüler beschrieb, setzte sich vergeblich für die Aufhebung des Urteils ein.
Bei Samara bezog die Familie im Mai 1889 ein Gut, das sie mit ihrem Kapital erworben hatte; bald darauf aber verpachtete sie es. Lenin erwies sich als ungeeignet zum Gutsverwalter und gab sich auch keine Mühe. Entgegen einer später weitverbreiteten Behauptung hat er keine Kontakte zu Bauernfamilien gehabt, sein Wissen über das Bauerntum stammte vielmehr aus Büchern wie denen von Gleb Uspenski. Dieser äußerte sich negativ über die russischen Bauern, denen er Trunksucht, Gewalt und Fremdenfeindlichkeit unterstellte.
Lenin lebte vom Vermögen der Familie, unternahm lange Wanderungen, gab den jüngeren Geschwistern Nachhilfe, las politische Literatur und setzte sein Jurastudium als Autodidakt fort. Er durfte 1891 die Prüfungen als Externer abschließen, was ihm auch als Bester in allen Fächern gelang. Die spätere Propaganda verschwieg, dass auch Kirchen- und Polizeirecht dazu gehörte. Am 30. Januar 1892 nahm Lenin eine Tätigkeit als Rechtsanwaltsgehilfe auf. Er betätigte sich in einigen wenigen Fällen als Strafverteidiger und nahm zwei persönliche Fälle an. Einmal gegen Bauern, die ihr Vieh unberechtigterweise auf dem Anwesen seiner Familie hatten weiden lassen. Ein anderes Mal klagte er gegen einen ehemaligen französischen Adligen, der ihn bei einem Besuch in Paris mit seinem Auto angefahren hatte.

### Beginn der politischen Tätigkeit

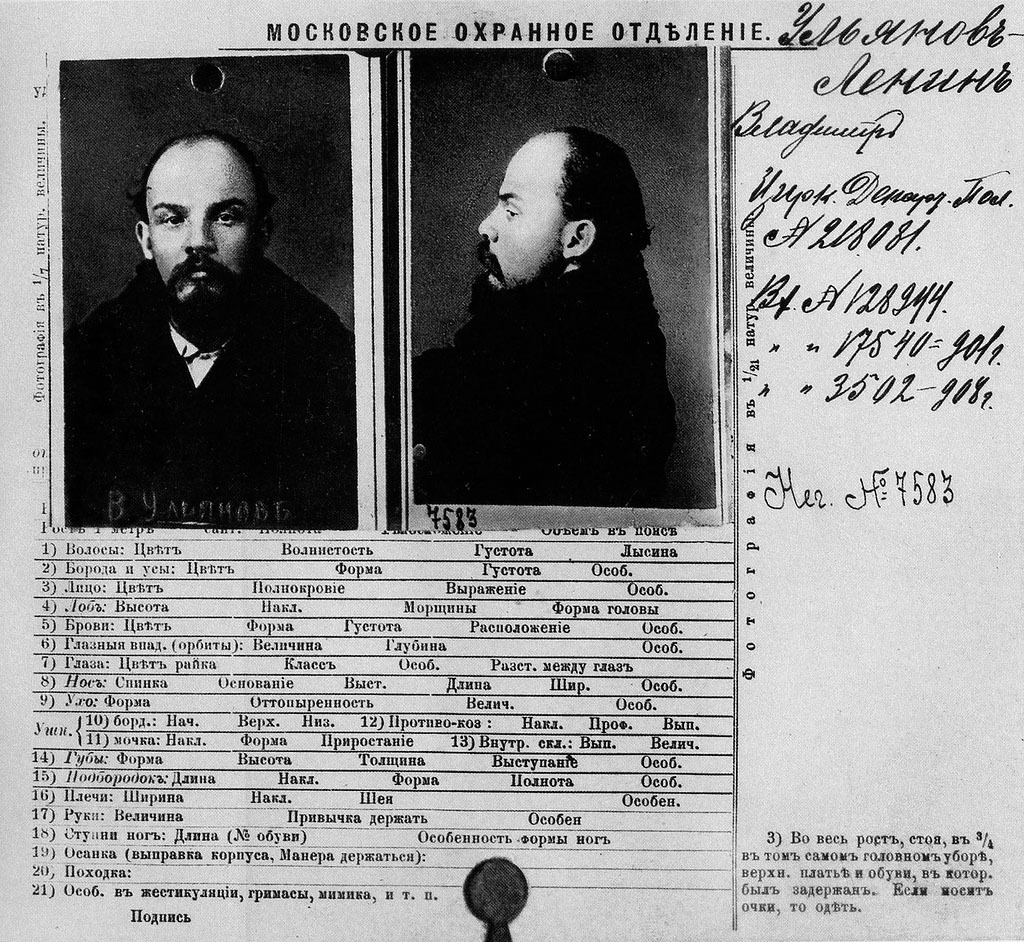
Im Dezember 1895 von der Geheimpolizei Ochrana angelegte Karteikarte über Lenin

Lenin beschäftigte sich bereits in jungen Jahren mit verschiedenen politischen Theorien. Einerseits setzte er sich kritisch mit den russischen „Bauernsozialisten“ oder „Volkstümlern“ (den Narodniki), welche eine eigene Variante des Sozialismus propagierten, und andererseits mit den Thesen von Karl Marx, die er bereits theoretisch interpretierte, auseinander. Lenin hielt Russland zu diesem Zeitpunkt für wirtschaftlich und sozial fortgeschrittener als es tatsächlich war, sodass er an eine baldige proletarische Revolution glaubte. Andere Revolutionäre fanden, Lenins Marxismus setze noch zu sehr auf die terroristischen Aspekte der Narodniki, so wiederholte Lenin den Satz von Sergej Netschajew, „das ganze Haus Romanow“ müsse getötet werden.
1891 verurteilte Lenin die Hilfsaktionen der gebildeten Schicht anlässlich der Hungersnot in der Provinz Samara, in der er als Anwalt tätig war. Er wertete die Hungersnot als Schritt in Richtung Sozialismus, da sie den Glauben an Gott und den Zaren zerstöre. Vom Pächter seines eigenen Landgutes forderte er die volle vereinbarte Summe, der wiederum die Bauern trotz der Hungersnot voll zahlen ließ.
1893 zog er nach Sankt Petersburg. Dort studierte er die Theorien von Georgi Plechanow, dem er später in der Schweiz auch selber begegnete. Nach einer mehrmonatigen Europareise durch Deutschland, Frankreich und die Schweiz gründete er den „Bund für die Befreiung der Arbeiterklasse“ („Союз борьбы за освобождение рабочего класса“). In Deutschland weilte Lenin längere Zeit in Berlin, wo er Literaturstudien an der Königlichen Bibliothek betrieb. Als Lenin im Herbst 1895 nach Russland zurückgekommen war, nahm er seine agitatorische Tätigkeit wieder auf.
Während der Vorbereitung einer illegalen Zeitung Die Sache der Arbeiter wurde er im Dezember 1895 verhaftet (Anklage: Agitation). Im Untersuchungsgefängnis richtete er sich eine Bibliothek in seinem „Studierzimmer“ ein und verbrachte dort 14 Monate. 1897 wurde er im Februar für drei Jahre nach Schuschenskoje in Südsibirien verbannt, wo er unter Polizeiaufsicht leben musste. In Ufa traf er auch wieder Nadeschda Krupskaja, die er 1898 in der Verbannung heiratete.
Sofort nach der Rückkehr aus der Verbannung im Februar 1900 suchte Lenin in Pskow nach einer Möglichkeit, eine von der Zensur unabhängige Zeitung herauszubringen. In Russland war das nicht möglich, und so ging er am 29. Juli 1900 für über fünf Jahre ins Ausland. Nach einem kürzeren Aufenthalt in Genf, wo er sich mit Plechanow über die Herausgabe der Zeitung Iskra („Der Funke“) einigte, ließ sich Lenin bei dem sozialdemokratischen Gastwirt Rittmeyer in der Kaiserstraße 53 (heute 46) im Münchner Stadtteil Schwabing illegal nieder. Er meldete sich unter der Adresse nicht offiziell an und nannte sich „Mayer“. 1901 zog Lenin in die nahe gelegene Siegfriedstraße 14 in Schwabing um. Im Jahr 1901 erschien die von ihm mit herausgegebene Zeitung Sarja („Morgenröte“).

### Konzeption einer Kaderpartei
1902 veröffentlichte er bei J.H.W. Dietz in Stuttgart die programmatische Schrift Was tun?, unter dem Decknamen „N. Lenin“. Sie machte ihn unter den Revolutionären bekannt, polarisierte aber auch stark. Denn darin entwarf er das Konzept einer geheim agierenden, disziplinierten und zentralisierten Arbeiterpartei, bestehend aus Berufsrevolutionären. Die Partei sollte in ideologischen und strategischen Fragen geeint auftreten und die Masse der Bevölkerung auf dem Weg zur Revolution anführen. Die Notwendigkeit einer solchen konspirativen Organisation begründete Lenin damit, dass im autokratischen Zarenreich keine andere Partei erfolgreich einen Umsturz einleiten könne. Er orientierte sich dabei auch an den Vorbildern der Narodniki aus dem vorigen Jahrhundert, die ebensolche Methoden der politischen Arbeit angewandt hätten. Lenin wandte sich in seiner Schrift explizit gegen die liberalere Linke, die eine Veränderung durch basisdemokratische Organisation und Gewerkschaften erwirken wollte.
Die Idee der Partei als straff geführte Geheimorganisation war bei den Organisationsbereiten unter Russlands Linken nicht strittig, und Lenin bemühte sich mit Zitaten von Marx und anderen, die Forderungen marxistisch zu begründen. Manch russischen Marxisten empörte es, dass Lenin dabei terroristische Bauernführer und den „Massenterror“ von Pjotr Tkatschow lobte. Lenins Betonung der konspirativnost konnte als Aufruf zu Verschwörungen interpretiert werden. Später wurde Lenins Organisationsmodell als „Demokratischer Zentralismus“ bekannt.

### Deckname
Ab Dezember 1900 verwendete er den Kampfnamen beziehungsweise das Pseudonym „Lenin“. So gab er seine Schrift Was tun? unter dem Pseudonym „N. Lenin“ heraus. Es gibt keine schlüssige oder gesicherte Erklärung bezüglich der Herkunft des Pseudonyms. Eine Erklärung besagt, dass er sich dabei auf den sibirischen Strom Lena bezog („Lenin“ bedeutet russisch: „Der vom Fluss Lena Stammende“) – nach Sibirien verbannt zu werden, bedeutete damals praktisch, dass man im Russischen Kaiserreich als anerkannter Oppositioneller galt. Eine andere Erklärung besagt, dass er mehr an sein Kindermädchen Lena dachte und dass er bereits als kleiner Junge auf die Frage, „wessen [Kind] er sei“, zu antworten pflegte: „Lenin!“ (deutsch: „Lenas!“).
Lenin hatte mehrere Decknamen, beispielsweise lebte er in Schwabing als „Iordan K. Iordanov“ und andernorts in München unter dem Namen „Mayer“. Vor diesem Hintergrund wirkt die Wahl des Pseudonyms eher zufällig.

### Parteispaltung und Aufbau der neuen Kaderpartei

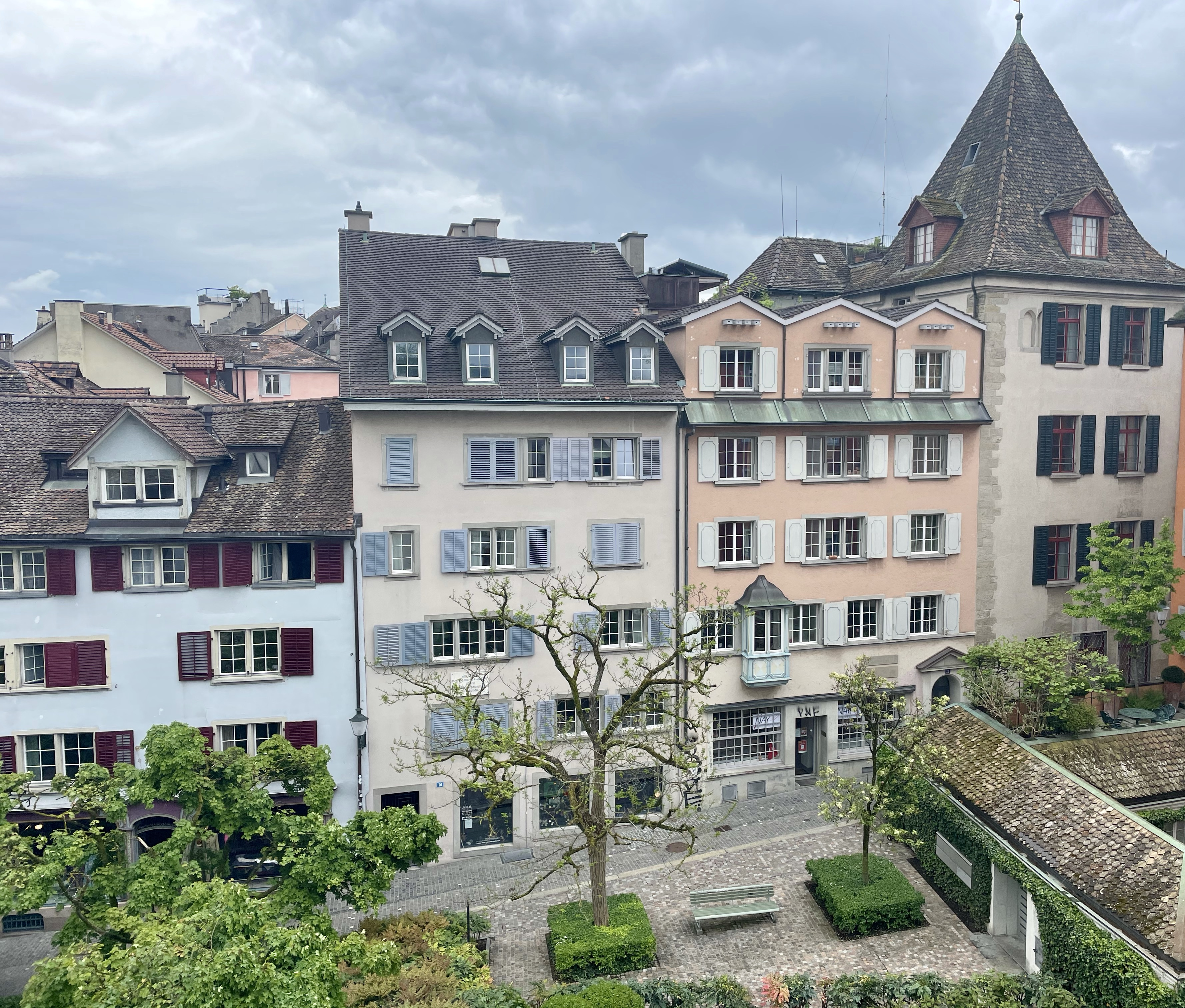
Spiegelgasse 14 in Zürich: Eine Gedenktafel am mittleren Haus erinnert an Lenins Aufenthalt.

Lenin betrieb den Aufbau einer streng organisierten Kaderpartei aus „Berufsrevolutionären“ und wurde wegen seiner – von der Illegalität erzwungenen, aber auch vom russischen revolutionären Terrorismus inspirierten – Rigorosität und wegen seiner radikalen theoretischen Positionen der am meisten beachtete linke Sozialdemokrat.
Die Ansichten und Absichten Lenins führten 1903 auf dem zweiten Parteitag (in London) zur faktischen Spaltung der Sozialdemokratischen Arbeiterpartei Russlands (SDAPR). Lenin hatte erfolgreich seine Anhänger in das Organisationskomitee platziert. Unterstützt von Plechanow und durch den Auszug der reformorientierten „Ökonomisten“ und der jüdischen Delegierten vom „Bund“ gelang es Lenin, seine Hauptforderungen in das Parteiprogramm und das Statut zu bringen, unter anderem die Betonung der „Diktatur des Proletariats“. Seine Forderung, die Parteimitglieder neben materieller Unterstützung auch zu persönlicher Mitarbeit zu verpflichten, wurde jedoch von der Gruppe um Julius Martow abgelehnt. Lenin nannte aufgrund der Abstimmungsmehrheit seine Gruppe Bolschewiki (vom russischen Wort für „Mehrheit“) und die Gemäßigten Menschewiki („Minderheit“).
1905 brach eine Russische Revolution aus, während das Land sich im Krieg mit Japan befand. Für Lenin stand nicht der innenpolitische Kampf gegen die Regierung, sondern der Kampf gegen die Menschewiki im Vordergrund, während er außenpolitisch für Japan Partei ergriff. So sollte er auch später im Weltkrieg die Feinde des zaristischen Russlands unterstützen. Diese Haltungen Lenins haben bei anderen Parteimitgliedern nicht nur Verständnis gefunden; einige von Lenins engsten Mitarbeitern wollten einen dritten Parteitag vorbereiten und dort die Versöhnung beider Lager bewirken. Einen schroffen Brief an die Bolschewiki, der ihn vollkommen isoliert hätte, schwächte er in einem späteren Entwurf ab. Trotzdem dürften sie sich über Lenins Realitätsferne gewundert haben, schreibt der Historiker Robert Service.
In dieser Zeit nahm Lenin auch den Rätegedanken auf, während viele Bolschewiken noch einer Verschwörung im Geheimen den Vorzug gaben. Nach dem Moskauer Aufstandsversuch der Bolschewisten im Dezember 1905 war Lenin skeptisch, was Aufstände anging, die SDAPR solle sich besser in die Duma wählen lassen, die neue Volksvertretung. Er befürwortete damals noch die Zusammenarbeit mit den Menschewiki, die ein Gegengewicht zu den Ungeduldigen bei den Bolschewisten bilden sollten.
Im Januar 1907 floh Lenin vor der russischen Geheimpolizei nach Finnland, im November nach Helsinki, ein Jahr später zog er nach Genf. Im Sommer 1911 hielten Lenin und andere Bolschewiki, darunter Lew Borissowitsch Kamenew und Grigori Jewsejewitsch Sinowjew, in Longjumeau bei Paris Vorträge zur Theorie und Praxis des Sozialismus. Zu diesen Schulungen entsandte die SDAPR ausgewählte Kader, unter anderem Grigori Konstantinowitsch Ordschonikidse.
Bis 1912 wurden die Unterschiede zwischen den beiden Lagern immer größer, weswegen bei der sechsten Gesamtrussischen Parteikonferenz in Prag die Menschewiki ausgeschlossen wurden. Sie bildeten daraufhin eine eigene Partei, während die SDAPR nun die Erweiterung (Bolschewiki) trug. Erst 1918 nannten die Bolschewisten ihre Partei in Kommunistische Partei Russlands (B) um.
Die Parteispaltung war von der zaristischen Geheimpolizei gefördert worden; Lenins enger Mitarbeiter Roman Malinowski spionierte für sie. Mitglieder der Bolschewiki verdächtigten Malinowski als Spion, nachdem einige Parteimitglieder verhaftet worden waren. Lenin tat diese Vorwürfe im Rahmen einer partei-internen Untersuchung mit Verweis auf dessen Herkunft aus einer Arbeiterfamilie ab.
Im April 1912 gab Lenin zum ersten Mal die Prawda heraus. In der Folgezeit widmete er sich im Schweizer Exil wieder marxistischen Studien, es entstand vor allem seine Schrift Der Imperialismus als höchstes Stadium des Kapitalismus (Januar bis Juni 1916), die die Grundlage der marxistischen Theorie des Imperialismus sowie der darauf basierenden Stamokap-Theorie bildete. Dieses Werk vollendete er in der Altstadt von Zürich an der Spiegelgasse 14, wohin er mit Nadeschda Konstantinowna Krupskaja im Februar 1916 umziehen durfte, nachdem er ein entsprechendes Ersuchen mit dem Wunsch nach Nutzung der dortigen Zentralbibliothek begründet hatte.

### Erster Weltkrieg
Der Beginn des Ersten Weltkrieges überraschte Lenin im österreichischen Galizien, wo er die Sommermonate bei Poronin verbrachte, einem Dorf an der Eisenbahnstrecke von Krakau nach Zakopane. Hier traf er regelmäßig mit Bolschewiki, die in Russland tätig waren, und Mitgliedern des Zentralkomitees der Partei zusammen. Mit der prinzipiellen Möglichkeit eines Krieges zwischen den europäischen Großmächten hatte Lenin seit 1907 gerechnet, als er die Antikriegsresolution des Stuttgarter Sozialistenkongresses maßgeblich beeinflusste. Einen österreichisch-russischen Krieg hatte er aber noch 1913 in einem Brief an Maxim Gorki für unwahrscheinlich gehalten:

„Ein Krieg zwischen Österreich und Rußland wäre für die Revolution (in ganz Osteuropa) sehr nützlich, aber es ist kaum anzunehmen, daß uns Franz Joseph und unser Freund Nikolaus dieses Vergnügen bereiten.“

Als „feindlicher Ausländer“ in unmittelbarer Nähe des Hauptkriegsschauplatzes erregte Lenin den Verdacht der österreichischen Behörden. Am 8. August 1914 wurde er verhaftet und für elf Tage im Gefängnis von Nowy Targ festgehalten. Nach einer Intervention Viktor Adlers kam er frei und konnte mit seiner Frau in die Schweiz ausreisen, wo er Ende August 1914 eintraf.

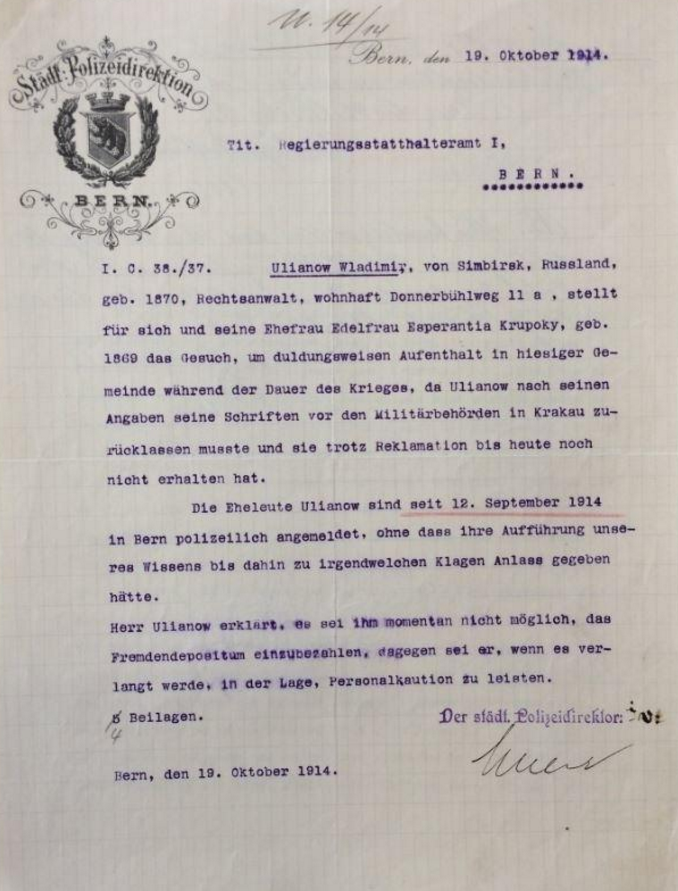
Schreiben der Berner Behörden betreffend Lenins Aufenthaltsbewilligung, Oktober 1914

Zu diesem Zeitpunkt hatte Lenin bereits die Grundzüge einer neuen politischen Linie ausgearbeitet, die für ihn bis 1917 maßgebend blieb. Den Übergang beinahe aller sozialistischen Parteien auf die Position der „Vaterlandsverteidigung“ wertete er als irreparablen Zusammenbruch der II. Internationale. Insbesondere die Bewilligung der Kriegskredite durch die Reichstagsfraktion der SPD hatte Lenin, der den Respekt vieler europäischer Sozialisten vor der deutschen Sozialdemokratie trotz einiger Vorbehalte geteilt hatte, überrascht und bestürzt. Der „Vaterlandsverteidigung“ setzte er nun die Losung des „revolutionären Defätismus“ entgegen. Kriterium und Ziel einer sozialistischen Politik sei die Herbeiführung der Niederlage der „eigenen“ Regierung und die – so die berühmte Formulierung aus der Resolution des Zentralkomitees Der Krieg und die russische Sozialdemokratie vom Oktober 1914 – „Umwandlung des imperialistischen Krieges in den Bürgerkrieg“. Dieses radikale Programm war auch bei den Vertretern oppositioneller Minderheiten der europäischen sozialistischen Parteien, die sich im September 1915 in Zimmerwald und im April 1916 in Kiental trafen, nicht vollständig durchsetzbar.
Infolge ihrer wiederholten Aufrufe an die russischen Arbeiter, nicht gegen die Deutschen, sondern gegen die eigene Regierung zu kämpfen, wurden die Bolschewiki in Russland im Herbst 1914 in die Illegalität gedrängt und in den folgenden Jahren von der Ochrana gnadenlos verfolgt. Am 8. August 1914 hatte die bolschewistische Duma-Fraktion gegen die Kriegskredite gestimmt und war aus dem Saal ausgezogen. Im November 1914 wurden fünf Abgeordnete verhaftet und bald darauf nach Sibirien deportiert. Als die Partei nach der Februarrevolution wieder offen auftreten konnte, war sie auf etwa 24.000 Mitglieder zusammengeschmolzen.

### Rückkehr aus dem Schweizer Exil nach Russland

Reiseroute

Die etwa 600 russischen politischen Emigranten in der Schweiz suchten im Frühjahr 1917 nach einer Möglichkeit, nach Russland zurückzukehren. Eine Ausreise über das Territorium der russischen Alliierten Frankreich und Italien erwies sich als unmöglich. Lenin entwickelte abenteuerliche Pläne, um in Verkleidung oder mit einem Flugzeug nach Russland zu gelangen. Der Menschewik Julius Martow schlug schließlich vor, die deutsche Regierung um eine Transiterlaubnis zu bitten. Nach Verhandlungen Robert Grimms und Fritz Plattens mit dem deutschen Gesandten in Bern, Gisbert von Romberg, lag deren Einwilligung bald vor. Die Federführung auf deutscher Seite hatte in dieser Angelegenheit das Auswärtige Amt und nicht – wie häufig angenommen – die Oberste Heeresleitung. Unter den 33 Reisenden, die am 9. April 1917 in zwei D-Zug-Wagen am Grenzübergang Gottmadingen aufbrachen und am Abend des 11. April in Sassnitz eintrafen, waren 19 Bolschewiki – neben Lenin auch Karl Radek, Grigori Sinowjew, Lenins Frau Nadeschda Krupskaja und seine Geliebte Inessa Armand. Bis zum Juni 1917 fanden noch weitere Transporte dieser Art statt. Insgesamt durchquerten auf diese Weise mehr als 400 russische Emigranten unterschiedlicher politischer Richtungen deutsches Gebiet.
Lenin wusste um die potentiell kompromittierenden Begleitumstände dieser Reise und hatte darauf bestanden, dass ausschließlich Platten – vor und während der Zugfahrt – direkt mit deutschen Vertretern unterhandelte. Auch die Erklärung der von den Emigranten belegten Abteile als „exterritorial“ war seine Idee. Sein Vertrauensmann Platten ging auf die Versuche Rombergs, politische Absprachen über eine zukünftige Friedensregelung anzuregen, nicht ein. Das Zusammentreffen mit einem hohen deutschen Gewerkschaftsfunktionär, der in Stuttgart zugestiegen war, lehnten die Bolschewiki ab. Gegenüber den beiden deutschen Offizieren, die den Transport begleiteten, wahrten die Reisenden eine „verbissene Zurückhaltung“.
Trotz dieser Vorsicht provozierte die Art und Weise der Rückkehr Lenins – und mehr noch die von ihm danach verfolgte Politik – bereits 1917 den Verdacht, er handele im Auftrag und mit finanzieller Unterstützung der Deutschen. Schon bei Lenins Eintreffen in Petrograd am 16. April brachte die konservative Presse der russischen Hauptstadt diesen Vorwurf ins Spiel. Während der Julikrise setzte die provisorische Regierung in großem Stil Gerüchte in Umlauf, Lenin stünde im Sold der Deutschen. Eine amerikanische Regierungsbehörde veröffentlichte 1918 die gefälschten Sisson-Dokumente, um eine „German-Bolshevik Conspiracy“ zu belegen. Der deutsche Sozialdemokrat Eduard Bernstein sprach im Januar 1921 in einer Artikelserie im Vorwärts als erster von „sicher mehr als 50 Millionen Goldmark“, die 1917 direkt an die Bolschewiki geflossen seien. Als Quelle für diese Behauptung nannte er in einem Privatbrief „unbedingt glaubwürdige Personen von Weltruf“.
Durch Quellen gesichert ist, dass die deutsche Regierung in den Kriegsjahren Mittel für unterschiedlichste revolutionäre und nationalistische Gruppen in Osteuropa zur Verfügung stellte. Bis heute umstritten ist dagegen, in welchem Umfang die Bolschewiki davon profitierten. Während einzelne Forscher von geringen Beträgen ausgehen, die zudem nie Russland erreicht hätten oder für die politische Entwicklung im Sommer und Herbst 1917 völlig bedeutungslos gewesen seien, sprechen andere von „Millionen von Mark“, mit denen 1917 insbesondere die Presse der Partei massiv ausgebaut worden sei. Die weitergehende Behauptung, deutsche Stellen hätten einen direkten Einfluss auf die politische Linie der Bolschewiki gehabt oder Lenin sei gar selbst ein „deutscher Agent“ gewesen, wird in der wissenschaftlichen Publizistik bereits seit Jahrzehnten zurückgewiesen. Der amerikanische Historiker Rex A. Wade nennt diese These einen „Mythos“ und die „langlebigste der vielen Verschwörungstheorien des Jahres 1917“.

### Revolutionsphase 1917 bis 1918

#### Agitation gegen die provisorische Regierung

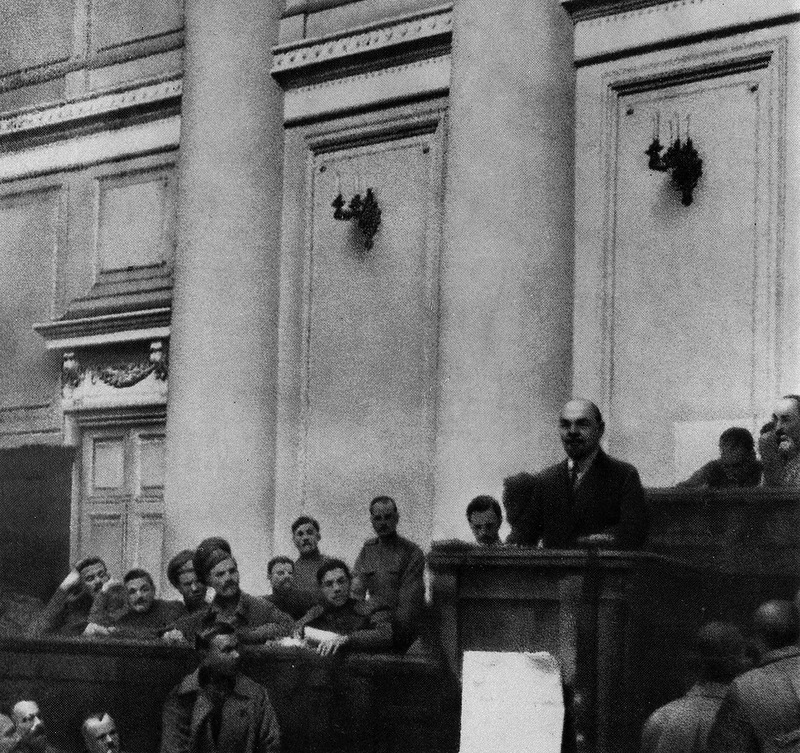
Lenin hält im Taurischen Palais in Petrograd die Rede vor dem Petrograder Sowjet, die später den Kern der Aprilthesen bilden wird.

In der zweiten Aprilhälfte 1917 erreichte Lenin mit einigen seiner Genossen den Finnischen Bahnhof in Petrograd und propagierte die Revolution zur Machtergreifung der Arbeiter, Bauern und Soldaten. In seinen Aprilthesen forderte er – zur Überraschung seiner Anhängerschaft – den Sturz der als kapitalistisch denunzierten provisorischen Regierung, die die in Russland gebliebenen Sozialisten bislang unterstützt hatten, getreu der marxschen Doktrin, wonach vor der proletarischen erst eine bürgerliche Revolution stattfinden müsse. Lenin verlangte stattdessen, die sozialistische Revolution so rasch wie möglich einzuleiten.
Lenin stellte sich damit gegen die provisorische Regierung unter Kerenski, den er öffentlich als „Dummkopf“ schmähte. Bereits am 4. Juni verkündete Lenin im Rahmen des 1. Allrussischen Sowjetkongresses die Ambition der Bolschewiki, die Macht im Land zu übernehmen. Seine Forderungen nach einer Verteilung des Landes an die Bauern ohne Entschädigung und nach der Enteignung der reichsten Bevölkerungsschicht wurden rasch populär. Während der Kerenski-Offensive agitierten die Bolschewiki in der russischen Armee gegen die Weiterführung des Krieges, auch wenn Lenin einen Separatfrieden noch öffentlich ablehnte. Als sich das Scheitern der Angriffsoperationen abzeichnete, warf Lenin der Provisorischen Regierung vor, Tausende Menschen in ein blutiges Gemetzel getrieben zu haben. Im Juli versuchte Lenin den Prestigeverlust der Regierung für die Ziele der Bolschewiki auszunutzen. In der Hauptstadt Petrograd forderte die Partei zu Massendemonstrationen auf. Diese führten aber nicht zum Umsturz, sondern schlugen sich nur in chaotischen bewaffneten Auseinandersetzungen und Plünderungen nieder. Lenin stellte fest, dass ein Aufstand besser organisiert werden müsse, um effektiv zu sein – er selbst befand sich zu Beginn der Demonstrationen nicht in der Hauptstadt, sondern zur Erholung in Finnland. Die Provisorische Regierung setzte Militär ein und brachte die Stadt so wieder zur Ruhe. Zudem wurde ein Gerichtsverfahren wegen Hochverrats anberaumt. Die Partei der Bolschewiki und ihr Hauptpresseorgan, die Prawda, wurden offiziell von der Regierung Kerenski verboten. Der Partei gelang es allerdings durch eine Namensänderung der Partei sowie der Prawda, weitgehend ihre Aktivitäten aufrechtzuerhalten. Lenin fürchtete nach diesem Scheitern die Todesstrafe, falls er sich der Anklage stellen würde, und begab sich in den Untergrund. Lenin nahm nach den Maßnahmen der Regierung gegen die Bolschewiki einen Strategiewechsel vor, den er selbst wie folgt zusammenfasste: „Alle Hoffnungen auf eine friedliche Entwicklung der russischen Revolution sind nutzlos verschwunden. Dies ist die objektive Situation: Entweder vollständiger Sieg der Militärdiktatur oder der Sieg für den bewaffneten Aufstand der Arbeiter.“ Er drängte somit auf einen bewaffneten Aufstand.

#### Übernahme und Konsolidierung der Macht
Nach weiteren militärischen Fehlschlägen der gemäßigt sozialistisch-liberalen „Provisorischen revolutionären Regierung“ unter Ministerpräsident Alexander Kerenski gelang es den Bolschewiki und den neu gegründeten Sowjets im November 1917 (nach dem in Russland noch geltenden julianischen Kalender im Oktober), die bürgerliche Regierung zu stürzen (Oktoberrevolution). Leo Trotzki, Lenins Vertrauter, organisierte am 25. Oktober den Aufstand, der auf wenig Gegenwehr stieß. Bei diesem Auftakt zur Oktoberrevolution wurden sechs Menschen getötet. Am 8. November 1917 tagte in Petrograd auch der 2. Allrussische Sowjetkongress. Die Bolschewiki besaßen in diesem zentralen Arbeiter- und Soldatenrat zunächst keine Mehrheit. Aus Protest gegen das Vorgehen der Bolschewiki verließen jedoch viele Abgeordnete, darunter die Menschewiki, den Sitzungssaal und überließen den Bolschewiki das Feld. Lenin wurde über Nacht als Vorsitzender des Rates der Volkskommissare der Regierungschef Russlands. „Ein steiler Aufstieg aus dem Keller an die Macht“, sagte er, „mir dreht sich der Kopf“.
Auf dem II. Sowjetkongress legte Lenin noch dar, dass seine Regierung die Russische konstituierende Versammlung respektieren werde und sich lediglich als Provisorium bis zu deren Wahl verstehe. Die Wahl lief demokratisch und ohne Zwischenfälle ab. Sie brachte den Bolschewiki aber eine empfindliche Niederlage ein, da die Mehrheit der Stimmen an die Sozialrevolutionäre ging und Lenins Partei nur rund ein Viertel der Sitze gewann. Legal war eine Machtübernahme damit unmöglich. Daraufhin ließ Lenin, der bereits zuvor die Legitimation der Versammlung kritisiert hatte, sie am Tag nach der Wahl gewaltsam auflösen. In Petrograd kam es daraufhin zu Demonstrationen und gewalttätigen Zusammenstößen, in deren Verlauf mehrere Menschen zu Tode kamen.
Der sofortige Friedensschluss, die Verteilung des Bodens an die Bauern und die Übernahme der Fabriken durch die Arbeiter waren die unmittelbar wirkenden Losungen. Die Partei etablierte unter Lenins Vorsitz den Rat der Volkskommissare als bolschewistische Regierung. Im Februar 1918 entstanden zu ihrer Unterstützung die Rote Armee unter der Führung von Leo Trotzki und die Geheimpolizei Tscheka unter Felix Dserschinski.
Am 3. März 1918 beendete das Abkommen von Brest-Litowsk den Krieg mit Deutschland unter massiven Gebietsverlusten für Russland. Innerhalb seiner eigenen Partei hatte Lenin große Schwierigkeiten, die Zustimmung zu diesem deutschen Diktat durchzusetzen. Seine Regierungskoalition mit den Linken Sozialrevolutionären zerbrach daran. Der Bürgerkrieg wurde durch Brest-Litowsk eher befeuert als gebremst, eine Atempause erhielt das junge Sowjetregime dadurch nicht. Der deutsche Historiker Gerd Koenen vermutet, dass es Lenin in erster Linie darauf ankam, den Weltkrieg zwischen Deutschland und den Ententemächten zu verlängern, weil er sich davon die Weltrevolution erhoffte. In seiner Schrift Über „linke“ Kinderei und Kleinbürgerlichkeit erklärte er daher, es komme darauf an „abzuwarten, bis das Ringen der Imperialisten gegeneinander diese noch mehr schwächt“.

### Attentat und Krankheiten
Am 30. August 1918 wurde Lenin bei einem Attentat durch zwei Schüsse verletzt. Die Projektile trafen ihn in Schulter und Hals. Als Attentäterin verhaftete man kurz darauf Fanny Kaplan, eine Anhängerin der Sozialrevolutionäre, die Lenin wegen der gewaltsamen Auflösung der konstituierenden Versammlung für einen „Verräter an der Revolution“ hielt. Nach einem Verhör durch die Tscheka wurde sie ohne ein Gerichtsverfahren exekutiert. Von den Folgen des Attentats erholte sich Lenin zeit seines Lebens nicht mehr. Seine sich verschlechternde Gesundheit beeinträchtigte seine Arbeitskraft und zwang ihn schließlich, auf Auftritte in der Öffentlichkeit zu verzichten. Am 20. November 1920 hielt er im Bolschoi-Theater beim Plenum des Moskauer Stadtsowjets letztmals eine Rede vor einem größeren Publikum.
Erst 1922 wurde die Kugel im Hals operativ entfernt, nachdem ein deutscher Arzt urteilte, Lenins Kopfschmerzen seien vom Blei verursacht, das das Gehirn vergifte. Bei den Untersuchungen dieser Zeit wurden folgende Leiden festgestellt: Augenprobleme, Magenbeschwerden, Kopfschmerzen, Schlaflosigkeit, Wundrose und Durchblutungsstörungen im Gehirn. Einem Neuropathologen hatte Lenin zudem berichtet, an – nicht näher erläuterten – Zwangsvorstellungen zu leiden.
Einen Monat nach der Operation erlitt Lenin am 25. Mai 1922 einen schweren Schlaganfall, nach mehreren kleineren zuvor; zwei weitere schwere folgten noch. Der Schlaganfall lähmte Lenin rechtsseitig, erschwerte das Sprechen, verwirrte den Geist und machte eine Genesung fraglich. Am 22. Dezember 1922 betrat er letztmals sein Arbeitszimmer im Kreml, seitdem war er außerstande, geregelt zu arbeiten. Mehrfach wurden Georg Klemperer und sein Bruder Felix Klemperer aus Berlin zur Konsultation nach Moskau gerufen. Die Ärzte diskutierten mehrere Möglichkeiten für die Grundursache von Lenins Beschwerden, ohne Einigkeit zu erzielen: Syphilis, Neurasthenie, Arterienverkalkung (wie schon bei Lenins Vater) oder auch die Folgen der Operation. Lenin dachte an Selbstmord und bat Stalin um Gift. Nach einer 2004 erschienenen Studie soll Lenin an einer langjährigen Neurosyphilis gelitten haben.

### Zeit des Bürgerkrieges von 1918 bis 1922

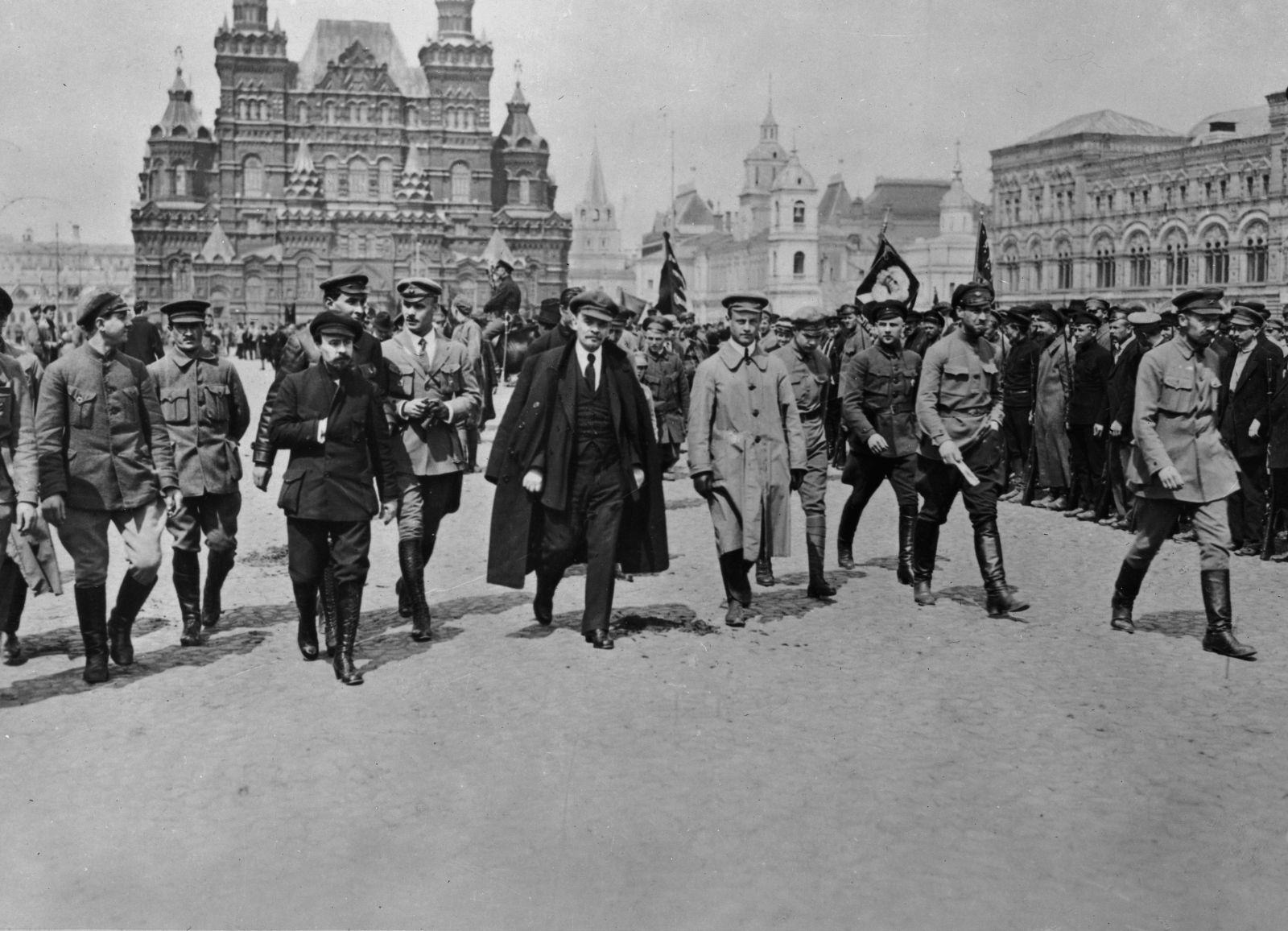
Lenin inspiziert auf dem Roten Platz in Moskau zusammen mit Kommandeuren allgemeine Truppen der Roten Armee (25. Mai 1919)

Wie lange der 1918 beginnende Bürgerkrieg dauerte, ist umstritten. Die letzten Kampfhandlungen endeten 1922 im asiatischen Teil Russlands, während sie in Kerngebieten des Reiches bereits 1920 abgeklungen waren. Geprägt war der Bürgerkrieg von den Konfliktparteien der Weißen, der Roten und mit den sogenannten Grünen auch durch Kampfhandlungen der ländlichen Bevölkerung gegen rote und weiße Truppen. Nationale Erhebungen und anarchistische Strömungen spielten gleichfalls eine Rolle. Um den Krieg zu gewinnen, griff die bolschewistische Partei zu Maßnahmen des Kriegskommunismus und setzte sich militärisch erfolgreich durch.
Lenin war in diesen Jahren trotz vieler offen ausgetragener Meinungsunterschiede die unumstrittene Führungspersönlichkeit der Partei und der Regierung und wurde auch als die höchste Autorität der 1919 entstehenden dritten „Kommunistischen Internationale“ (Komintern) angesehen.

#### Wirtschaftspolitische Grundentscheidungen
Bereits kurz nach der Oktoberrevolution versuchte Lenin, die russische Wirtschaft per Dekret in eine zentrale Planwirtschaft umzuwandeln. Als Erstes wurden bis Anfang 1918 die Banken verstaatlicht. Gemäß dem Parteiprogramm der Bolschewiki sollte das Geld als Zahlungsmittel komplett abgeschafft werden. Da das Geld nicht per Dekret abgeschafft werden konnte, ließ die Regierung durch zusätzliches Gelddrucken bis 1922 eine Hyperinflation herbeiführen, die alle umlaufenden Geldmittel entwertete. Lenin beauftragte 1918 den Journalisten Jurij Larin damit, eine zentrale Planungsinstanz für die Verstaatlichung der Industrie zu schaffen. Hieraus ging der Oberste Wirtschaftsrat hervor, der die Enteignung der privaten Unternehmen umsetzte, deren Eigentümer (wenn sie nicht bereits ins Ausland geflohen waren) in der Regel ihre Betriebe entschädigungslos abtreten mussten. Das Firmenvermögen wurde vom Staat eingezogen.

#### Alphabetisierung und Bildungspolitik
Neben diesem Umbau in der Wirtschaft führte Lenin auch Reformen im Bildungswesen durch. Die Alphabetisierung des Landes wurde von ihm energisch vorangetrieben. Im Dezember 1919 schuf er per Dekret verpflichtende Unterrichtskurse für Analphabeten. Im Sommer 1920 wurde die Einrichtung eines Netzes von Kleinstbibliotheken geschaffen, das jedem den Zugang zu Büchern sichern sollte. Auf der Ebene der Hochschulbildung öffnete Lenins Regierung den Zugang für ärmere Bevölkerungsschichten und schaffte das mehrgliedrige Schulsystem ab. 1919 wurden auch die Arbeiterfakultäten eingeführt, die auch Erwachsenen, denen ein Studium nicht möglich gewesen war, den Zugang zu universitärer Bildung öffneten.

#### Beginn des Bürgerkrieges
Gegen die bolschewistische Regierung formierte sich in vielen Landesteilen Widerstand. Um ihre Macht zu sichern und den Widerstand zu brechen, setzte die Regierung die vom Volkskommissar für Kriegswesen Leo Trotzki im Jahre 1918 aufgestellte Rote Armee ein. So entwickelte sich ein Bürgerkrieg, in den sich die USA, Großbritannien und zahlreiche andere Staaten durch die massive Unterstützung der Weißen Truppen einmischten. Dieser Bürgerkrieg war durch große militärische Härte (siehe dazu auch Roter Terror, Weißer Terror) geprägt und dauerte bis zur Niederlage der Weißen Truppen Ende 1921 an.
Lenin selbst beschränkte sich während des Bürgerkriegs weitgehend auf die politische Führung des Sowjetstaates. Nach seiner eigenen Aussage war es für ihn zu spät, sich militärische Kenntnisse anzueignen. Er begnügte sich damit, die grobe Strategie zu bestimmen, in die Planung der militärischen Operationen mischte er sich dagegen kaum ein. Auf Besuche an der Front verzichtete er während des gesamten Krieges.

#### Beginn von Terror und Gegenterror

Flagge Sowjetrusslands (1918–1937)

Wappen Sowjetrusslands (1920–1991)

Im Rahmen seiner Weisungsbefugnis als Staatschef regte er allerdings an, Geiseln unter Zivilisten und Angehörigen von Offiziersfamilien nehmen zu lassen, da er Hochverrat unter den im alten Regime ausgebildeten Offizieren fürchtete. Lenin förderte und verlangte als Staatschef den Roten Terror im Bürgerkrieg. So ordnete er am 9. August 1918 in einem Schreiben an die Behörden von Nischni Nowgorod an: „Organisiert umgehend Massenterror, erschießt und deportiert die Hundertschaften von Prostituierten, die die Soldaten in Trunkenbolde verwandeln, genauso wie frühere Offiziere, etc.“ Am selben Tag ordnete er gegenüber den Behörden von Pensa die Einrichtung eines Konzentrationslagers an. Lenin schrieb 1918:

„Die englischen Bourgeois haben ihr 1649, die Franzosen ihr 1793 vergessen. Der Terror war gerecht und berechtigt, als die Bourgeoisie ihn zu ihren Gunsten gegen die Feudalherren anwandte. Der Terror wurde ungeheuerlich und verbrecherisch, als sich die Arbeiter und armen Bauern erdreisteten, ihn gegen die Bourgeoisie anzuwenden. Der Terror war gerecht und berechtigt, als er angewandt wurde, um eine ausbeutende Minderheit durch eine andere ausbeutende Minderheit zu ersetzen. Der Terror wurde ungeheuerlich und verbrecherisch, als man daran ging, ihn dazu anzuwenden, JEDE ausbeutende Minderheit zu stürzen […] Die internationale imperialistische Bourgeoisie hat in „ihrem“ Krieg 10 Millionen Menschen gemordet und 20 Millionen zu Krüppeln gemacht, in einem Krieg, der darum geführt wird, ob die englischen oder die deutschen Räuber die ganze Welt beherrschen sollen. Wenn unser Krieg, der Krieg der Unterdrückten und Ausgebeuteten gegen die Unterdrücker und Ausbeuter, in allen Ländern eine halbe oder eine ganze Million Opfer kostet, so wird die Bourgeoisie sagen, die Opfer ihres Krieges seien berechtigt, die unseres Krieges aber verbrecherisch. […] Die Repräsentanten der Bourgeoisie begreifen wohl, dass … der Sturz der Sklavenhalterherrschaft [Anm.: in den USA] es wert war, dass das ganze Land lange Jahre des Bürgerkriegs, einen Abgrund von Zerstörung, Verwüstung und Terror, diese Begleiterscheinungen eines jeden Krieges, auf sich nahm. Jetzt aber … können und wollen die Repräsentanten und Anwälte der Bourgeoisie ebenso wenig wie die Reformsozialisten, die von der Bourgeoisie eingeschüchtert worden sind und vor der Revolution Angst haben, nicht begreifen, dass der Bürgerkrieg notwendig und gerecht ist.“

Lenin legitimierte den Roten Terror als vorübergehend notwendige Maßnahme im Bürgerkrieg, er diene der Verteidigung gegen den Weißen Terror. So erklärte er bereits 1920: „Der Terror wurde uns durch den Terrorismus der Entente aufgezwungen, als die stärksten Mächte der Welt, vor nichts zurückschreckend, mit ihren Horden über uns herfielen. Wir hätten uns keine zwei Tage halten können, wären wir diesen Versuchen der Offiziere und Weißgardisten nicht ohne Erbarmen begegnet und das bedeutet Terror … Wir erklärten, dass sich die Anwendung von Gewalt aus der Aufgabe ergibt, die Ausbeuter, die Gutsbesitzer und Kapitalisten zu unterdrücken; wenn dies getan ist, verzichten wir auf alle außerordentlichen Maßnahmen.“ Später präzisierte Lenin, dass er aber keineswegs die Abschaffung des Terrors vorsah: In einem Brief aus dem Jahre 1922 zur Reform der Justiz äußerte er vielmehr die Absicht, den Terror rechtlichen Konventionen zu unterwerfen; die Idee, ihn abzuschaffen, bezeichnete er hingegen als Selbsttäuschung.

#### Gescheiterte Ausdehnung nach Polen
Im Sommer 1920 unternahm Lenin nach innerparteilichen Auseinandersetzungen den Versuch, den Kommunismus im Ausland zu etablieren. Nachdem im April polnische Einheiten und ukrainische Nationalisten vergeblich versucht hatten, die Ukraine zu besetzen und aus dem sowjetischen Staatenbund zu lösen, ließ die Partei die Rote Armee in Polen einmarschieren (Polnisch-Sowjetischer Krieg). Die Hoffnung auf eine einsetzende Revolution dort erfüllte sich indes nicht. Die Polen kämpften, unabhängig von ihrer Klassenzugehörigkeit, gegen den russischen Einmarsch. Die Rote Armee wurde von polnischen Truppen unter Marschall Józef Piłsudski mit französischer Unterstützung vernichtend geschlagen (Wunder an der Weichsel).

#### Agrarkrise und Kronstädter Matrosenaufstand
Während des Bürgerkrieges kam es zu einer Versorgungskrise. Ursächlich dafür war die Agrarpolitik der Bolschewiki. Gemäß den Lehren des Marxismus betrachteten sie die selbstständigen Bauern als eine kleinbürgerliche Klasse ohne Zukunft. Im Zuge der Zentralisierung der Landwirtschaft sollten die Bauern ihre Erträge zu niedrigen Festpreisen an die staatlichen Behörden abgeben. Als die Bauern dies verweigerten, ließ Lenin die Erträge durch bewaffnete Kommandos aus den Städten einsammeln. Dieses Vorgehen forderte zahlreiche Menschenleben. Die Bauern reagierten auf die Zwangsmaßnahmen mit militärischem Widerstand und der Verkleinerung der Anbauflächen, was wiederum zu noch geringeren Erträgen und vor allem in den Städten zu Hungersnöten führte. Verschärft wurde die Ernährungslage durch den andauernden Bürgerkrieg.
1921 kam es zum Kronstädter Matrosenaufstand („Für Sowjets ohne Bolschewiki!“), der für die Bolschewiki gefährlich war, weil er von Teilen der eigenen Basis kam. Er wurde jedoch blutig niedergeschlagen. Die Bolschewiki richteten zu ihrer Herrschaftssicherung Lager für Regimegegner ein, die in ihrer Funktion aber noch nicht vergleichbar waren mit den später von Stalin eingerichteten und umfassenden Arbeitslagern, die auch als Gulag bezeichnet werden.

#### Religionspolitik
Während des Bürgerkrieges verfolgte Lenin gegenüber der orthodoxen Kirche anfangs noch eine zurückhaltende Politik. Auf dem II. Allrussischen Sowjetkongress im November 1918 sprach sich Lenin dafür aus, die Religion nur mit gewaltlosen Mitteln der Agitation zu bekämpfen. Kurz nach seiner Machtübernahme setzte er per Dekret die Trennung von Kirche und Staat durch. Ein Jahr nach dem Bürgerkrieg dirigierte Lenin eine groß angelegte Kampagne des Staates und der Partei gegen die Kirche. Als Vorwand diente die in weiten Teilen des Landes herrschende Hungersnot, die durch die Zwangsrequirierung von Getreide, auch Saatgetreide, katastrophale Ausmaße erreichte.
Führende Kirchenleute hatten als Hilfe für die Hungernden freiwillig Teile des Kirchenbesitzes als Spenden freigegeben. Lenin verschärfte diese Maßnahme dadurch, dass er die notfalls gewaltsame Konfiskation sämtlicher Kirchengüter, inklusive geweihter Gegenstände, im Februar 1922 anordnete. Diese Maßnahmen trafen bei Teilen der Bevölkerung auf Widerstand.
So äußerte sich Lenin in einem Brief an das Politbüro vom 19. März 1922 bezüglich des Vorgehens in der Stadt Schuja, wo es zu gewalttätigen Auseinandersetzungen zwischen Soldaten, die Kirchenbesitz einziehen sollten, und Gläubigen gekommen war, folgendermaßen:

„Jetzt, und nur jetzt bei all den ausgehungerten, sich von Menschenfleisch ernährenden Leuten und den mit Hunderten, Tausenden von Leichen übersäten Straßen können (und müssen) wir mit energischem Eifer und ohne Erbarmen den Kirchenbesitz konfiszieren. Genau jetzt und nur jetzt ist der Augenblick, die Priester der Schwarzen Hundert niederzumachen, und zwar mit einer solchen Entschiedenheit, Erbarmungslosigkeit und Brutalität, dass sie sich noch jahrzehntelang daran erinnern werden.“

„Je mehr Vertreter des reaktionären Priesterstands und der reaktionären Bourgeoisie an die Wand gestellt werden, desto besser für uns. Wir müssen all diesen Leuten unverzüglich eine solche Lektion erteilen, daß sie auf Jahrzehnte hinaus nicht mehr an irgendwelchen Widerstand denken werden“. Dieses Vorgehen führte im ganzen sowjetischen Staatsgebiet zu staatlich gelenkten Pogromen gegen Gläubige, Priester und religiöse Einrichtungen. Die Zahl der geöffneten orthodoxen Gotteshäuser fiel von rund 80.000 auf 11.525. Über 14.000 orthodoxe Geistliche, Nonnen und Laien wurden dabei von staatlichen Organen erschossen. Auch die katholischen, jüdischen und muslimischen Minderheiten des Staates waren davon betroffen. Auf Lenins Initiative wurde der einflussreiche Patriarch von Moskau, Tichon, per Politbürobeschluss inhaftiert.
Die orthodoxe Kirche war seit Gründung des Russischen Reiches immer eine Stütze des Zarentums gewesen. Auch deswegen richtete sich der Kampf der Bolschewiki gegen sie. In seinem Geheimbrief vom 19. März 1922 legte Lenin seine Befürchtung einer vom Klerus geleiteten Konterrevolution dar und bekräftigte, dass dieser als ehemaliger Teil der herrschenden Klasse im Zarismus bekämpft werden müsse.

#### Kontrolle der Partei und Nutzung bürgerlicher Experten

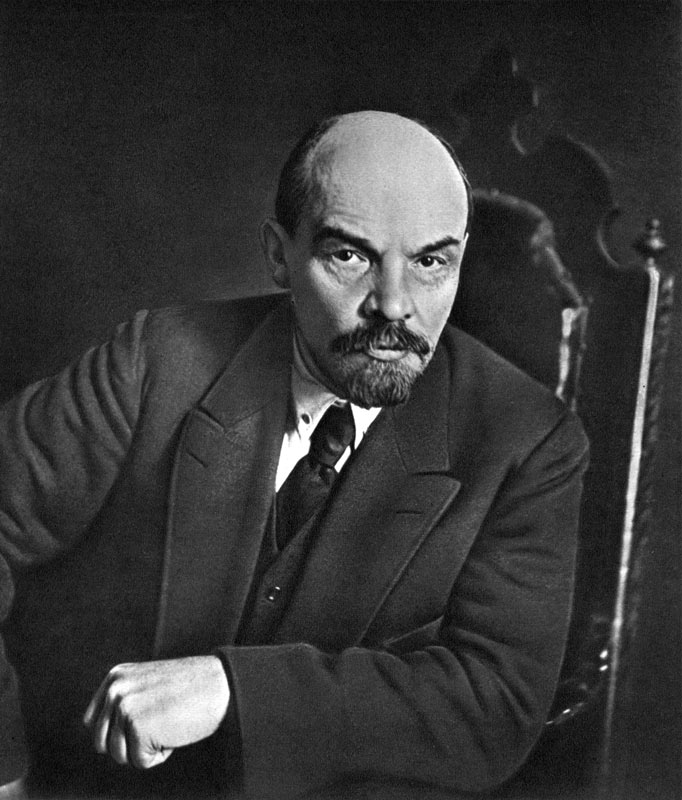
Lenin als Regierungschef Sowjetrusslands (1921)

Lenin war auch an der Kontrolle des intellektuellen Lebens im Sinne der Partei maßgeblich beteiligt. Im Juni 1922 fasste das Politbüro unter seinem Vorsitz den Beschluss, wissenschaftliche Kongresse nur noch nach Genehmigung der Geheimpolizei zuzulassen. Im selben Jahr dirigierte Lenin eine Repressionswelle gegen führende Wissenschaftler, Künstler und Studenten des Landes. Ein Teil der Opfer wurde ins Ausland oder innerhalb des Sowjetstaates verbannt. Es kam auch zu Gefängnisstrafen und Erschießungen. Lenin redigierte die vom hohen GPU-Offizier Josef Unschlicht erstellten Listen der Opfer selbst. Auf Beschwerden des sozialistischen Schriftstellers Maxim Gorki rechtfertigte sich der Parteiführer in einem Brief wie folgt: „Die intellektuellen Kräfte der Arbeiter und Bauern wachsen im Kampf gegen die Bourgeoisie und ihre Helfershelfer, die so genannten Intellektuellen, die Lakaien des Kapitals, die sich als Gehirn der Nation wähnen. In Wirklichkeit sind sie doch nur der Unrat der Nation.“
Lenin ist aber auch bestrebt gewesen, die so genannte „bürgerliche Intelligenz“ für die Revolution zu gewinnen, so meinte er im November 1919: „Die neue Gesellschaft kann nicht aufgebaut werden ohne Wissen, Technik und Kultur, diese aber sind im Besitz der bürgerlichen Spezialisten. Die meisten von ihnen sympathisieren nicht mit der Sowjetmacht, doch ohne sie können wir den Kommunismus nicht aufbauen. Man muss eine kameradschaftliche Atmosphäre um sie schaffen.“ Die Spezialisten müssen also von „Dienern des Kapitalismus, zu Dienern der werktätigen Masse, zu ihren Ratgebern gemacht werden.“ Im Januar 1922 forderte Lenin sogar von der kommunistischen Partei, „dass wir jeden Spezialisten, der gewissenhaft, mit Sachkenntnis und Hingabe arbeitet, auch wenn seine Ideologie dem Kommunismus völlig fremd ist, wie unseren Augapfel hüten.“

#### Politik gegenüber Arbeitern und Bauern
Dort wo die Arbeiter den Vorstellungen der Bolschewiki nicht folgen wollten, zeigten diese wenig Hemmungen, auch gegen Angehörige der Arbeiterklasse mit Gewalt vorzugehen: Nachdem 1919 in den Petrograder Putilow-Werken mehrere tausend Arbeiter in den Streik getreten waren, sich in ihren Forderungen gegen die diktatorische Herrschaft der Bolschewiki gewandt hatten und Lenins Versuch, sie persönlich mit einer Rede zu disziplinieren, in den Protestrufen der Belegschaften untergegangen war, wurden Panzerwagen in die Werke entsandt und Einheiten der Tscheka herbeigeordert, die 200 Streikführer festnahmen und erschossen.
Gegenüber der Landbevölkerung verfolgte Lenin eine variable Politik. Im Juni 1918 befahl er die Gründung von Komitees der Dorfarmut. Lenin teilte zur damaligen Zeit das Dorf in ärmere Bauern und Landarbeiter ein, welche mittelständischen Bauern und wohlhabenden „Kulaken“ gegenüberstünden. Mithilfe der Komitees wollte er die beiden Ersteren an die Bolschewiki binden. Ebenso sollten sie der Durchsetzung der Zwangseinziehung von Nahrungsmitteln auf dem Dorf dienen. Um Motivation bei den Mitgliedern der Komitees zu wecken, durften sie einen Anteil des requirierten Getreides ihrer Dorfgenossen selbst behalten. Die Komitees erzielten aber nicht die gewünschte Wirkung, da in den meisten Fällen die Bindung der ärmeren Bauern gegenüber der Dorfgemeinschaft größer war als die Loyalität zum kommunistischen Regime. Lenin wertete die Komitees in der Öffentlichkeit als großen Erfolg, schaffte sie aber de facto schon im Dezember 1918 wieder ab. Während des Jahres 1919 änderte Lenin seine Politik und konzentrierte sich darauf, die Mehrheit der Bauernschaft für sich zu gewinnen. Wegen der gleichzeitigen Zwangseinziehung von Getreide blieb es aber trotz dieser Wende bei einer tiefen Spaltung zwischen Lenins Regime und der Bauernschaft.

#### Ansätze eines Personenkultes
Während der Frühzeit der Sowjetunion kam es bereits zu ersten Ansätzen eines Personenkults um Lenin, der nach seinem Tod erheblich ausgeweitet wurde. Lenin selbst jedoch äußerte sich abschätzig über diese Verherrlichung seiner Person und beschwerte sich in privaten Briefen darüber. In diesem Zusammenhang steht beispielhaft auch die von ihm erwirkte Freilassung einer Sowjetbürgerin, die eine seiner Abbildungen verunstaltet hatte.

### Neue Ökonomische Politik
Um die schlechte Versorgungslage nach dem gewonnenen Bürgerkrieg zu verbessern, setzten Lenin und Trotzki 1921 die „Neue Ökonomische Politik“ gegen eigene Bedenken und große Widerstände in der Partei durch. Sie ersetzte die Requirierungen des Kriegskommunismus durch eine Naturalsteuer und erlaubte den Bauern mit den Überschüssen im begrenzten Umfang Handel. Für Lenin war das ein zeitweiliger taktischer Schritt zurück aus pragmatischen Gründen des Machterhalts, der ihm nicht leichtfiel. 1922 hielt er dazu fest: „Es ist ein großer Fehler zu meinen, daß die Neue Ökonomische Politik das Ende des Terrors bedeutet“. Und: Wir „werden zum Terror, auch zum wirtschaftlichen Terror, zurückkehren“.

### Fraktionsverbot und Gründung der UdSSR

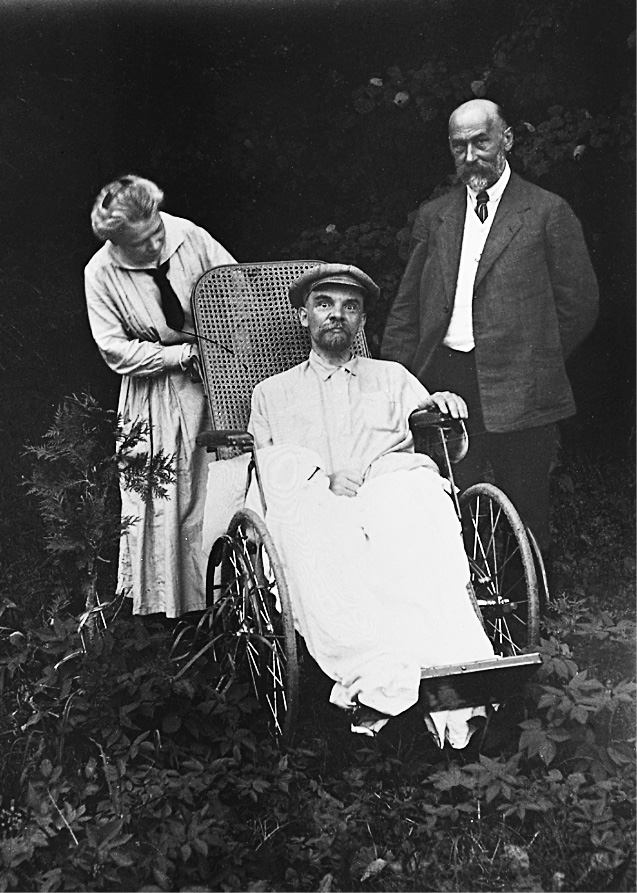
Lenin 1923 in Gorki, von mehreren Schlaganfällen gezeichnet

Parallel zur Neuen Ökonomischen Politik wurde auf dem 10. Parteitag jede innerparteiliche Fraktionsbildung verboten – und damit „de facto die freie Meinungsäußerung“ bei der Willensbildung der Partei.
Nach Lenins erstem schweren Schlaganfall vom Mai 1922 schirmte ihn das Politbüro von der Außenwelt ab, um seine Genesung zu begünstigen. Er weigerte sich jedoch, die Arbeit einzustellen und ließ sich weiterhin über die Politik auf dem Laufenden halten. Er erholte sich etwas und nahm wieder an Diskussionen teil, wie über die Verfassungsfrage und das Außenhandelsmonopol, setzte sich auch gegen Stalin in der Frage einer Union der Sozialistischen Sowjetrepubliken durch (Stalin wollte, dass die übrigen Republiken sich einfach der RSFSR anschlossen). Im November und Dezember 1922 hatte Lenin sieben Schlaganfälle. Nach einem Schlaganfall im März 1923 verschlechterte sich sein Gesundheitszustand noch einmal erheblich, und er konnte sich kaum noch verständlich machen.

### Politisches Testament und Tod
Lenin starb am 21. Januar 1924 um 4:23 Uhr im Alter von 53 Jahren. Die genaue Todesursache blieb der Öffentlichkeit jahrzehntelang verborgen. Die von der KPdSU autorisierte Biographie sowie Dmitri Wolkogonow sprechen von massiven Durchblutungsstörungen oder einem weiteren Schlaganfall.
Nach Lenins Tod entbrannte ein Machtkampf in der KPdSU zwischen Anhängern des Lagers um Josef Stalin und der Linken Opposition um Leo Trotzki.
In einem als politisches Testament angesehenen Brief an den Parteitag der KPdSU, den er am 25. Dezember 1922 diktiert hatte, schätzte er seine potentiellen Nachfolger so ein:

„Genosse Stalin hat dadurch, daß er Generalsekretär geworden ist, eine unermeßliche Macht in seinen Händen konzentriert, und ich bin nicht überzeugt, daß er es immer verstehen wird, von dieser Macht vorsichtig genug Gebrauch zu machen. Andererseits zeichnet sich Genosse Trotzki, wie sein Kampf gegen das ZK in der Frage des Volkskommissariats für Verkehrswesen schon bewiesen hat, nicht nur durch hervorragende Fähigkeiten aus. Persönlich ist er wohl der fähigste Mann im gegenwärtigen ZK, aber auch ein Mensch, der ein Übermaß von Selbstbewußtsein und eine übermäßige Leidenschaft für rein administrative Maßnahmen hat.“

In einer Nachschrift vom 4. Januar 1923 wurde er in Bezug auf Stalin deutlicher:

„Stalin ist zu grob, und dieser Fehler, der in unserer Mitte und im Verkehr zwischen uns Kommunisten erträglich ist, kann in der Funktion des Generalsekretärs nicht geduldet werden. Deshalb schlage ich den Genossen vor, sich zu überlegen, wie man Stalin ablösen könnte, und jemand anderen an diese Stelle zu setzen, der sich in jeder Hinsicht von dem Genossen Stalin nur durch einen Vorzug unterscheidet, nämlich dadurch, daß er toleranter, loyaler, höflicher und den Genossen gegenüber aufmerksamer, weniger launenhaft usw. ist. Es könnte so scheinen, als sei dieser Umstand eine winzige Kleinigkeit. Ich glaube jedoch, unter dem Gesichtspunkt der Vermeidung einer Spaltung und unter dem Gesichtspunkt der von mir oben geschilderten Beziehungen zwischen Stalin und Trotzki ist das keine Kleinigkeit oder eine solche Kleinigkeit, die entscheidende Bedeutung gewinnen kann.“

Mit der Öffnung der Archive kamen Zweifel an der Authentizität der Dokumente auf, zumal es kein von Lenin unterschriebenes Dokument gab.
Trotz Lenins Versuch, Stalins Aufstieg zu verhindern, sei „Stalin auch ein legitimer Spross Lenins. Er hat nur skrupelloser und konsequenter als andere die Möglichkeiten ausgeschöpft, die sich einem Machtmenschen im kommunistischen Russland innerhalb des von Lenin selbst geschaffenen allmächtigen Parteiapparates anboten“, urteilt Edgar Hösch.
Wolfgang Leonhard stellt fest, dass Lenin die Entwicklung der Partei zu einem „bürokratischen Machtapparat“ mit Sorge verfolgt habe. Zwischen 1920 und 1922 habe er wiederholte Male die „mangelnde Durchführung des Demokratismus“ und die „bürokratischen Auswüchse“ innerhalb der Partei kritisiert. An die Stelle international gesinnter, vom revolutionären Marxismus und den sozialistischen Zielsetzungen durchdrungener intellektueller Revolutionäre seien mehr und mehr engstirnige Apparatschiks mit provinziellem Horizont, die in der Macht ihre Erfüllung sahen, getreten. Diese scharten sich um das Organisationsbüro und das Sekretariat der Parteiführung, wo Stalin, seit März Generalsekretär der Partei, residierte. Im März 1922 klagte Lenin, dass die sowjetische Entwicklung nur durch die „Autorität jener ganz dünnen Schicht bestimmt wird, die man die alte Parteigarde nennen kann.“ Ein geringfügiger innerer Kampf könnte dazu führen, dass die sowjetische Entwicklung „schon nicht mehr von ihr abhängig wird.“
 Nach dem Tode Lenins habe man seine Warnungen vor Stalin nicht beachtet, seinen dringenden Vorschlag, Stalin abzulösen, nicht mehr befolgt. Die Entwicklung in der Sowjetunion hing, wie Lenin vorausgesehen habe, nicht mehr von der alten Garde der Bolschewiki, sondern von den neuen bürokratischen Apparatschiks ab, deren Fürsprecher und Führer Stalin gewesen sei.

## Rezeption

### Leninkult

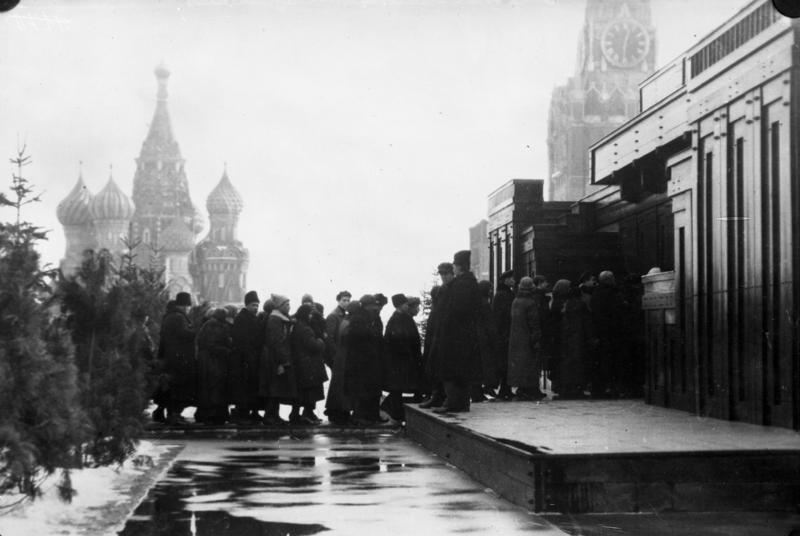
Menschenschlange vor dem Lenin-Mausoleum auf dem Roten Platz, im Hintergrund Basilius-Kathedrale und Kreml. 1925

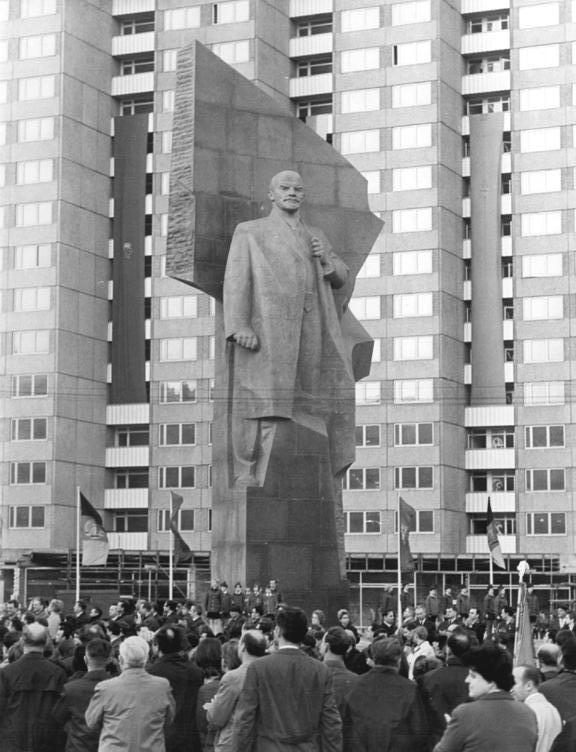
Lenindenkmal auf dem Leninplatz in Ost-Berlin (1970)

Mit der Beisetzung Lenins am 27. Januar 1924 auf dem Roten Platz in Moskau begann sich ein anhaltender Leninkult zu entwickeln. Auch wenn seine Ehefrau Nadeschda Krupskaja die Maßnahmen des Leninkultes ablehnte, „propagierte [sie] eifrig das Bild von Lenin, dem vollkommenen Revolutionär, Denker und Ehegatten“ (Robert Service). Auch Stalin und andere trugen dazu bei, Lenin als Marx und Engels ebenbürtig und letztlich maßgeblich darzustellen. Es wurde unterschlagen, dass Lenin nichtrussische Vorfahren hatte, einst Erbadliger und wohlhabend war und mit dem Terror der Bauernsozialisten sympathisiert hatte; ebenso durfte das Verhältnis zu Inessa Armand nicht erwähnt werden.

#### Das Mausoleum, Gedenkorte und Museen
Das Politbüro ordnete an, den Leichnam einzubalsamieren und zur Schau zu stellen. Ein Holzgebäude an der Kremlmauer wurde 1930 durch das jetzige Lenin-Mausoleum ersetzt. Im Juni/Juli 1941 wurde wegen des herannahenden Zweiten Weltkriegs Lenins Mumie mit einem Sonderzug in einer Geheimaktion nach Tjumen ausgelagert. Der Wachwechsel an dem leeren Moskauer Mausoleum wurde unverändert weiter durchgeführt, der sogenannte Wachposten Nr. 1 existierte bis zum Frühjahr 1945 doppelt, in Tjumen und in Moskau. Das Mausoleum in Moskau wurde in dieser Zeit für Besucher gesperrt. Lenin wurde zunächst in Uniform einbalsamiert, später erhielt er jedoch einen Anzug. Wegen aggressiver Chemikalien muss dieser etwa alle zehn Jahre ausgetauscht werden. Seit 1945 ist der Leichnam im Lenin-Mausoleum ununterbrochen öffentlich zu besichtigen, und es stehen regelmäßig lange Schlangen von Menschen davor.
Insbesondere im Moskau und in Leningrad wurden zahlreiche Lenin-Gedenkstätten eingerichtet und Lenin-Gedenkorte geschaffen, so etwa die Wohnung des Zahnarztes Pauls Dauge, des Bruders von Aleksandrs Dauge, in der Telegrafni-Gasse 7 in Moskau, da Lenin sie im Herbst 1918 einmal betreten hatte, um einen Aufsatz abzuholen. Das Zentrale Lenin-Museum wurde im Jahr 1924 bereits wenige Monate nach seinem Tod am Platz der Revolution gegründet. Es zeigte 12.500 Exponate zu seinem Leben und galt fortan als eines der ideologisch wichtigsten Museen des Landes.

#### Denkmäler und andere Darstellungen in der bildenden Kunst
In der Sowjetunion wurden mehr als 6000 Lenindenkmäler aufgestellt. Dazu kamen Lenindenkmäler in den übrigen Staaten des Realsozialismus und in anderen Ländern.
Deutsche bildende Künstler, die Lenin darstellten, waren unter anderem:
- Fritz Cremer: Lenin I (1970, Porträtbüste, Bronze)[104]
- Ludwig Engelhardt: Leninporträt (1970, Porträtbüste, Bronze)[105]
- Bernhard Heisig: Lenin (1971, Öl, 160 × 150 cm)[106]
- Willi Sitte: Hommage à Lenine (1969, Tafelbild)[107]
- Johannes Wüsten: Lenin (1933, Kupferstich, 17 × 12,5 cm)[108]

#### Namensgeber
Nach Lenin wurde die Lehre des Leninismus benannt; nach seinem Tod 1924 entwickelten die Gesellschaftstheoretiker in der Sowjetunion daraus den sogenannten Marxismus-Leninismus als neue Weltanschauung.
Namensbildungen wie Vilenas bzw. Wladilena für Personen und den Asteroiden (852) Wladilena oder Leningrad, Leninakan bzw. Leninabad waren während der Sowjetzeit verbreitet. Nach ihm wurden Straßen benannt (z. B. in Berlin oder Jakutsk.)

#### Weitere Beispiele des Kultes
Da angenommen wurde, Lenin sei ein besonderes Genie gewesen und etwaige Anzeichen dafür sich an oder in seinem Gehirn finden lassen könnten, wurde sein Gehirn von Medizinern wie dem deutschen Hirnforscher Oskar Vogt untersucht und in 30.983 in Paraffin fixierte Dünnschnitte aufgeschnitten.

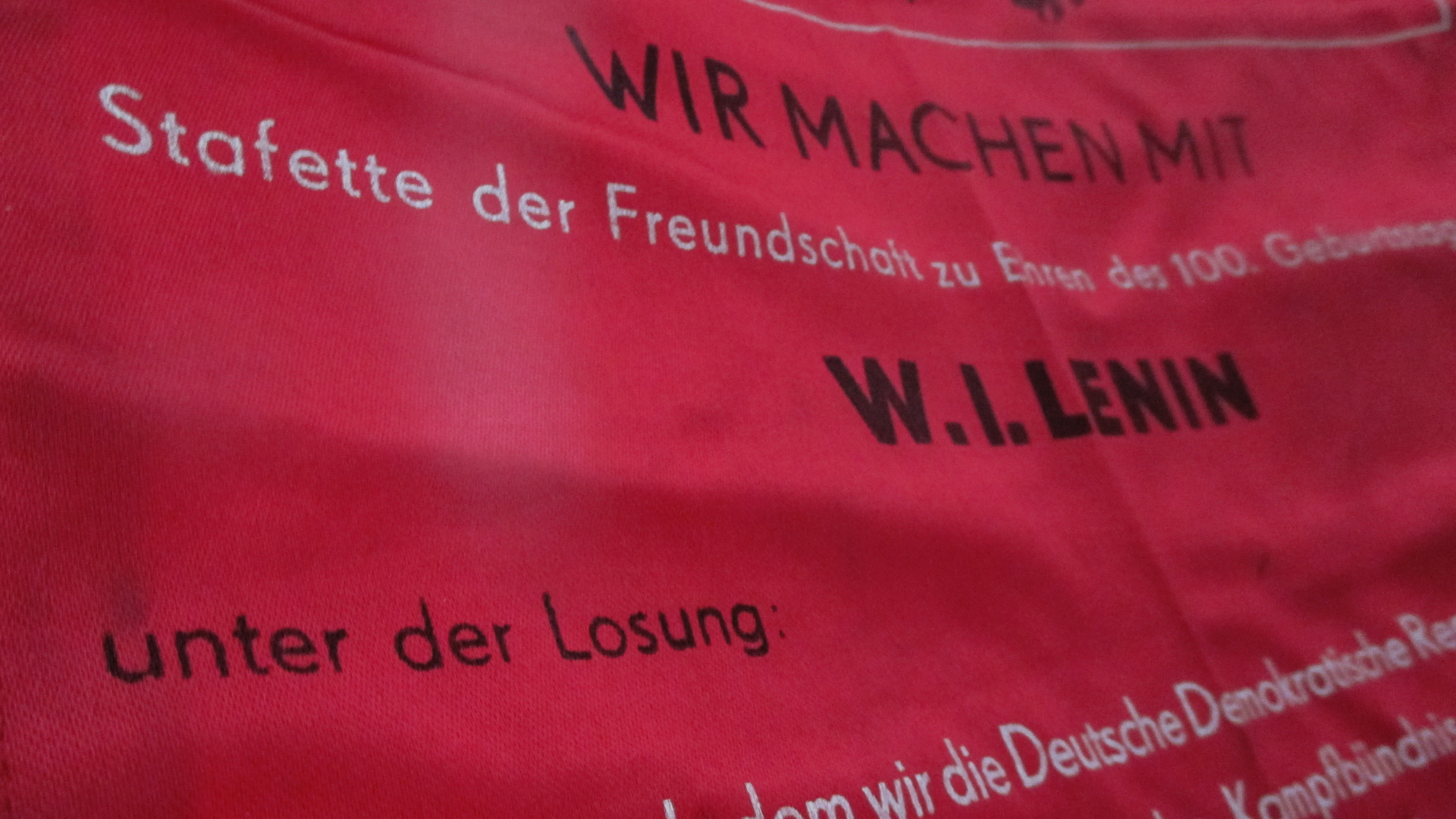
Wimpel zur Stafette der Freundschaft in der DDR anlässlich des 100. Geburtstages von W. I. Lenin

Zu Ehren des 100. Geburtstages von Lenin wurden in der DDR 1970 Stafetten der Freundschaft veranstaltet. Diese standen unter der Losung: „Indem wir die Deutsche Demokratische Republik allseitig stärken, das Kampfbündnis mit der Sowjetunion festigen, ehren wir Lenin, erfüllen wir sein Vermächtnis.“
Der Leninkult war fester Bestandteil der pädagogischen Programme für Kindergärten und Schulen. Doch in der Endzeit der Sowjetunion fanden respektlose „Leninwitze“ weite Verbreitung. In ihnen wurde der Leninkult satirisch überzeichnet, ihr Hauptmotiv war der Spott über den „allwissenden Lenin“.

### Lenin und der Terror
Lenin hat in knapp sieben Jahren nach der Oktoberrevolution den ersten Arbeiter-und-Bauern-Staat errichtet und damit den Sozialismus in Russland eingeleitet. Dabei wurde zur Umgestaltung der russischen Gesellschaft im Bürgerkrieg in Anlehnung an die bürgerliche französische Revolution das Mittel des Terrors (Roter Terror) verwendet, das Lenin im Bürgerkrieg uneingeschränkt bejahte und dessen Intensivierung er wiederholt gegenüber auch parteiintern vorgebrachten Einwänden einforderte. Vor allem zur Zeit des Bürgerkriegs fielen dem Roten und Weißen Terror Millionen von Menschen zum Opfer. Dies gab verschiedenen Historikern Anlass, die Person Lenins einer umfassenden Kritik zu unterziehen, zumal oft der Hinweis darauf vermisst wird, dass Lenin jemals die Opfer des Roten Terrors bedauerte.

### Kontinuitätslinien von Lenin zu Stalin
Besonderes Augenmerk liegt auf der Frage nach einer möglichen direkten Kontinuität zwischen Lenin und dem Terror des späteren Stalinismus. Nach Lenins Tod 1924 und einer gewissen Periode der Ruhe seit Einführung der „NÖP“ griff Stalin verstärkt auf Gewaltmaßnahmen zurück. In den Säuberungswellen der 1930er Jahre ließ Stalin die gesamte revolutionäre Garde von 1917 wie z. B. Bucharin, Radek, Kamenew und Sinowjew demütigen und hinrichten, was – zumindest in der Behandlung der eigenen Partei – als Bruch Stalins mit der Tradition der Oktoberrevolution und Lenins verstanden werden kann. Weitere Aspekte sind der Übergang von Lenins Politik der Selbstbestimmung der Völker zur restriktiven Nationalitätenpolitik des Stalinismus und das teilweise Rückgängigmachen von sozialen Errungenschaften der Oktoberrevolution. Demnach wären Leninismus und Stalinismus nicht gleichzusetzen.
In deutlichem Gegensatz dazu steht jedoch die verbreitete Auffassung, dass wichtige Elemente des totalitären Gesellschaftsmodells Stalins bei Lenin bereits vorhanden waren, ohne dass ein fundamentaler Gegensatz zwischen beiden in der Wahl des Terrors als Mittel gesellschaftlicher Umgestaltung feststellbar wäre. „Die Grundlagen des stalinistischen Systems wurden zum großen Teil schon unter Lenin gelegt.“ Historiker wie Michael Woslenski und Gunnar Heinsohn werfen Lenin vor, durch die Revolution und den Aufbau der sozialistischen Ordnung zahllose Opfer verschuldet zu haben. Woslenski spricht dabei gar von mindestens 13 Millionen, Heinsohn von 4 Millionen. Zahlreiche Autoren, darunter Hannah Arendt, Karl Popper, Friedrich August von Hayek und Zbigniew Brzeziński, werfen Lenin vor, durch sein Konzept der elitären Kaderpartei den Weg des sowjetischen Systems in den Totalitarismus bereits vor der Revolution mindestens erleichtert zu haben.
Stalin nutzte dazu den von ihm vorangetriebenen Personenkult um Lenin und den begleitenden Ausbau des Apparates, um seine eigene Position abzusichern: „In Fortentwicklung des Lenin-Kults wurde nun auch Stalin das Objekt kultischer Verehrung“.
Wenngleich Lenin bei seinen Anhängern nach Marx und Engels als einer der wichtigsten marxistischen Theoretiker und kommunistischen Revolutionäre gilt, reihen ihn einige Historiker unter die großen kommunistischen Staatsverbrecher des letzten Jahrhunderts ein, zusammen mit Stalin, Mao Zedong und Pol Pot. Diese Einschätzungen treffen bei den Verteidigern Lenins auf Widerspruch, da sich angesichts der Wirren von Revolution und Bürgerkrieg Opferzahlen in dieser Größenordnung nicht zweifelsfrei belegen ließen und die Opfer im Bürgerkrieg nicht allein den Bolschewiki unter Lenin zuzurechnen seien.
Demgegenüber wird eingewandt, dass Krieg und Terror für die Bolschewiki nicht lediglich Mittel, sondern von Anfang an geradezu Strukturprinzipien ihrer Regierung gewesen seien, auf die sie weder verzichten konnten noch überhaupt wollten. Aus der von Lenin maßgeblich verantworteten Umwälzung während und nach der Oktoberrevolution ging – so Heinrich August Winkler – „das erste der totalitären Regimes des zwanzigsten Jahrhunderts hervor“.
Wolfgang Leonhard nimmt zur Kernfrage, inwieweit das Verhältnis Lenins zum politischen Terror ohne Einschränkung affirmativ war, eine differenzierte Haltung ein. Einerseits habe Lenin während des Bürgerkrieges den Terror zur Durchsetzung des Machtanspruches der Bolschewiki bejaht und gefördert, und gerade in seiner Verschärfung marxistischer Begrifflichkeiten „stand die Unterdrückung der Gegner, die Anwendung diktatorischer Gewaltmittel nun für ihn im Zentrum seiner Konzeption der ‚Diktatur des Proletariats‘.“ In der letzten Phase des Bürgerkrieges – also schon vor seinem Ende – jedoch sei bei Lenin eine „deutliche Wandlung“ erkennbar gewesen, die darauf gerichtet gewesen sei, „den Terror und die Organe der Unterdrückung einzuschränken“, und im März 1922 in die Auffassung einmündete, von der „Gesamtrussischen Tscheka“ zu „staatlichen politischen Gerichten“ übergehen zu wollen. Insgesamt habe Lenin 1920 und 1921 begonnen, Tscheka, Terror und Todesstrafe nur als vorübergehende Kampfmaßnahmen und Institutionen während des Bürgerkrieges anzusehen, die nach dessen Beendigung abzuschaffen und einzustellen seien.
Manfred Hildermeier sieht in diesem Zusammenhang die Bolschewiki unter Lenin im Frühjahr 1921 zum Zeitpunkt nach ihrem Sieg im Bürgerkrieg an einem Scheideweg. Zunehmend waren innergesellschaftlich und auch innerparteilich Zweifel am Kurs der politischen Gewalt lautgeworden, im sofort niedergeschlagenen Kronstädter Matrosenaufstand von 1921 war von Teilen der eigenen Basis die Forderung nach einer „Rückkehr zur Rätedemokratie“ erhoben worden. Diese erfolgte aber nicht: „Lenin und Trotzki dachten nicht daran, alte Versprechen des Oktober einzulösen und mehr Demokratie zu wagen“, stattdessen wurde die Tscheka – nach ihrer nur zeitweiligen Auflösung – unter dem Namen GPU wiedereingeführt und erhielt ihre wichtigsten „Vollmachten, Deportation und Todesstrafe, zurück“, sodass die „grundlegenden Deformationen als Erbe des Oktobercoups und des Bürgerkrieges“ beibehalten und dauerhaft in die neue staatliche Ordnung überführt wurden.

### Lenin nach dem Untergang der Sowjetunion
Im Zuge der Maidan-Proteste in den Jahren 2013 und 2014 wurden in der Ukraine Hunderte Lenin-Denkmäler gestürzt oder abgebaut.
Nach dem Zerfall der Sowjetunion verliert der Mythos Lenin in Russland immer mehr an Popularität. Laut einer Umfrage des russischen Meinungsforschungsinstituts Lewada-Zentrum aus dem Jahr 2017 äußerten sich 32 % der russischen Bevölkerung positiv über Lenins politisches Vermächtnis; somit landete er deutlich hinter Stalin und Putin. 1989 hatten ihn noch 72 % der Befragten als herausragende Persönlichkeit bezeichnet.
Auch Wladimir Putin gehört nicht zu den Bewunderern Lenins. Bei einem Treffen mit russischen Wissenschaftlern in Moskau im Januar 2016 zog er eine kritische Bilanz über den kommunistischen Anführer: „Lenin hat eine Atombombe unter das Gebäude gelegt, das Russland heißt, und die ist dann explodiert.“ Er wirft Lenin vor, die Ukraine durch Anerkennung als Unionsrepublik erst geschaffen zu haben. Dazu habe er das Zarenreich durch seine Revolution zerstört. Das Lenin-Mausoleum und die in Russland nach wie vor verbreiteten Denkmäler Lenins wurden trotz Putins Abneigungen allerdings nie angetastet – im Gegenteil, in den annektierten Gebieten der Ukraine kommen nach Lenin benannte Straßen und Lenin-Büsten noch hinzu.
Zum 150. Geburtstag Lenins im Jahr 2020 wurde ihm zu Ehren im russischen Sajansk ein Denkmal enthüllt. Im selben Jahr wurde in Gelsenkirchen-Horst eine Statue vor der Parteizentrale der MLPD errichtet.
In Finnland werden seit dem Beginn des russischen Überfalls auf die Ukraine am 24. Februar 2022 die finnisch-russischen Beziehungen kritischer gesehen als zuvor. In den Städten Turku und Kotka wurden 2022 Lenin-Statuen entfernt. Sie waren in den 1970er Jahren als Geschenk russischer Partnerstädte nach Finnland gekommen.

### Filmische Rezeption
- Oktober, 1927/28, zum 10. Jahrestag der Oktoberrevolution von Sergei M. Eisenstein produzierter Stummfilm (Original verschollen – rekonstruierte Fassung 2012; nach John Reeds Reportage über 10 Tage …)
- Drei Lieder über Lenin (Tri pesni o Lenine). Regie: Dsiga Wertow, 1934. 59 Min.
- Lenin im Oktober (Lenin w oktjabre). Regie: Michail Romm, 1937. 95 Min.
- Lenin 1918 (Lenin w 1918 godu). Regie: Michail Romm, 1939. 125 Min.
- Das unvergeßliche Jahr 1919 (Nesabywajemy 1919 god). Regie: Micheil Tschiaureli, 1951. 149 Min.
- Erzählungen über Lenin (Rasskasy o Lenine). Regie: Sergei Jutkewitsch, 1958. 115 Min.
- Das blaue Heft (Sinjaja tetrad; nach dem gleichnamigen Buch von Emmanuil Kasakewitsch). Regie: Lew Kulidshanow, 1963. 90 Min.
- Lenin in Polen (Lenin w Polsche). Regie: Sergei Jutkewitsch, 1966. 96 Min.
- Bürgerkrieg in Rußland, Fernsehfünfteiler 1967/68, Studio Hamburg, Regie: Wolfgang Schleif, 450 Min.
- Der 6. Juli (Schestoje ijulja; nach dem Stück von Michail Schatrow). Regie: Juli Karassik, 1968. 105 Min.
- Unterwegs zu Lenin. Regie: Günter Reisch, Koproduktion DEFA/Mosfilm, 1970. 103 Min.
- Vertrauen (Dowerije). Regie: Viktor Tregubowitsch, 1977. 93 Min.
- Lenin in Paris (Lenin w Parishe). Regie: Sergei Jutkewitsch, 1981. 105 Min.
- Lenin in Zürich (nach dem Roman von Alexander Solschenizyn). Regie: Rolf Busch (ORF/SRG/NDR), 1984. 88 Min.
- Der Zug. Regie: Damiano Damiani, Fernsehfilm 1988, italienisch-französisch-deutsch-österreichische Koproduktion. 208 Min.

## Werke (Auswahl)
- Neue wirtschaftliche Vorgänge im bäuerlichen Leben 1893.
- Was sind die „Volksfreunde“ und wie kämpfen sie gegen die Sozialdemokraten? (Antwort auf die gegen die Marxisten gerichteten Artikel des Russkoje Bogatstwo), Frühjahr–Sommer 1894.
- Der ökonomische Inhalt der Volkstümlerrichtung und die Kritik an ihr in dem Buch des Herrn Struwe (Die Widerspiegelung des Marxismus in der bürgerlichen Literatur). Zum Buch von P. Struwe: Kritische Bemerkung zur ökonomischen Entwicklung Russlands von 1894, Ende 1894 – Anfang 1895 (PDF; 541 KB)
- Was tun? Brennende Fragen unserer Bewegung, März 1902 (Kaderpartei als Avantgarde der Arbeiterbewegung, Demokratischer Zentralismus)
- Die Aufgaben der revolutionären Jugend, veröffentlicht in der Zeitung Student Nr. 2/3, September 1903.
- Ein Schritt vorwärts, zwei Schritte zurück, 1904.
- Das europäische Kapital und der Absolutismus, 1905
- Marxismus und Revisionismus, geschrieben nicht nach dem 16. April 1908.
- Materialismus und Empiriokritizismus. Kritische Bemerkungen über eine reaktionäre Philosophie, 1909.
- Drei Quellen und drei Bestandteile des Marxismus, März 1913.
- Die sozialistische Revolution und das Selbstbestimmungsrecht der Nationen, Januar–Februar 1916.
- Über die Junius-Broschüre, Oktober 1916.
- Der Imperialismus und die Spaltung des Sozialismus, Oktober 1916.
- Aprilthesen, April 1917
- Der Imperialismus als höchstes Stadium des Kapitalismus, Mitte 1917 (Wladislaw Hedeler, Volker Külow (Hrsg.): Der Imperialismus als höchstes Stadium des Kapitalismus, Kritische Neuausgabe mit Essays von Dietmar Dath und Christoph Türcke herausgegeben und kommentiert von Wladislaw Hedeler und Volker Külow, Berlin Verlag 8. Mai GmbH, Berlin, 2016, ISBN 978-3-931745-15-8.)
- Staat und Revolution, August–September 1917.
- Eine der Kernfragen der Revolution, September 1917.
- Die proletarische Revolution und der Renegat Kautsky, Oktober – November 1918.
- Der „Linke Radikalismus“, die Kinderkrankheit im Kommunismus (online), April–Mai 1920.
- Lieber weniger, aber besser, 2. März 1923 (PDF; 100 KB).

### Werkausgaben
- W. I. Lenin: Полное собрание сочинений (Memento vom 30. Dezember 2010 im Internet Archive) Gesammelte Werke (55 Bände), 5. Auflage (PDF, russisch).
- W. I. Lenin. Sämtliche Werke. Einzige vom Lenin-Institut in Moskau autorisierte Ausgabe. Übertragen nach der 2., ergänzten und revidierten russischen Ausgabe Band 3–8. 10. 13. 18–21. 25. Verlag für Literatur und Politik, Wien 1927–1931.
- W. I. Lenin: Werke. (40 Bände, 2 Ergänzungsbände, Register, Vergleichendes Inhaltsverzeichnis). Dietz-Verlag, Berlin 1956–1972, ISBN 3-320-00752-1. „ins Deutsche übertragen nach der vierten russischen Ausgabe“
- W. I. Lenin: Briefe. (10 Bände). Dietz-Verlag, Berlin 1967–1976, ISBN 3-320-00754-8.[133]
- W. I. Lenin: Konspekt zum „Briefwechsel zwischen Karl Marx und Friedrich Engels 1844 – 1883“. Dietz Verlag, Berlin 1963.
- W. I. Lenin: Ausgewählte Werke in zwei Bänden. Dietz Verlag, Berlin 1953.
  - Band 1: 1884–1917.
  - Band 2: 1917–1923.
- W. I. Lenin: Ausgewählte Werke in drei Bänden. Achte Auflage. Dietz-Verlag, Berlin 1970.
- W. I. Lenin: Ausgewählte Werke in sechs Bänden. Dietz-Verlag, Berlin 1970–1971, ISBN 3-320-00756-4.

## Dokumentationen
- ARD History Lenin - Weg in den Terror. TV-Dokumentation von Lutz Rentner und Kai Uwe Kohlschmidt (Buch/Regie), Deutschland 2023, unter Mitwirkung verschiedener Historiker.